# 돈 키호테 (기업)

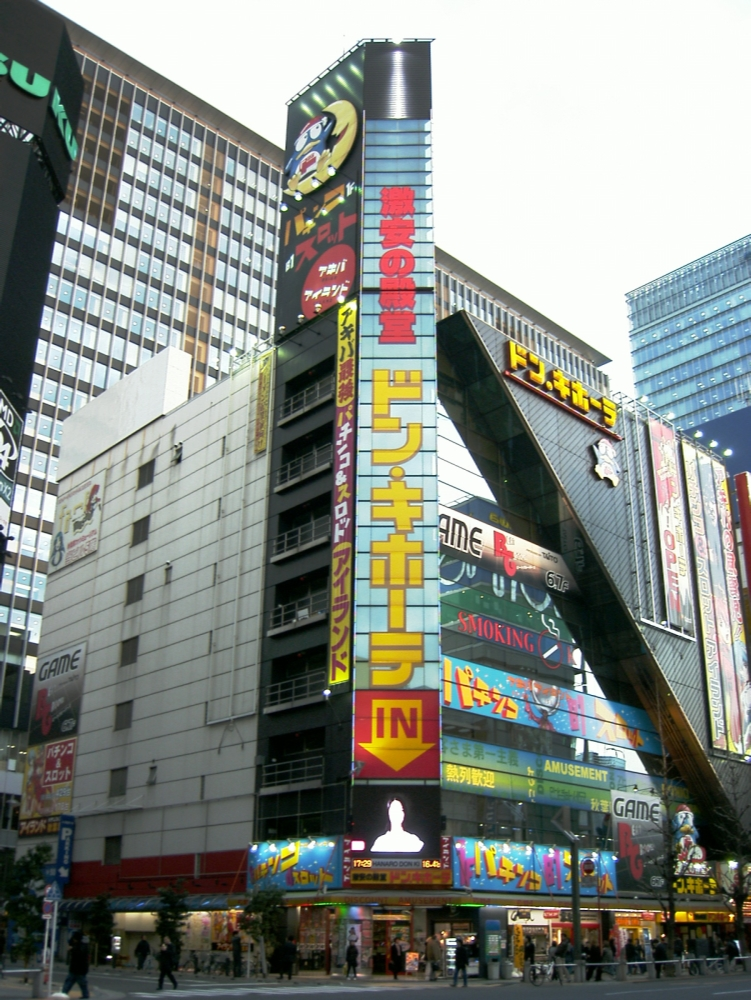
아키하바라의 돈 키호테

주식회사 돈 키호테(일본어: 株式会社ドン・キホーテ, 영어: Don Quijote Co., Ltd.)는 일본의 주요 도시나 주요 지방 도시에서 종합 할인 매장을 전개하는 회사이다. 본사는 도쿄도 메구로구 아오바다이에 있다.
매장 로고 등의 표기는 돈과 키호테 사이에 마침표를 표기하여 돈.키호테(ドン.キホーテ)라고 표기한다. 줄여서 돈키(ドンキ)라고도 한다.

## 개요
1호점은 게이오선 히가시후추역 근처에 있는 도쿄도 후추시의 '돈 키호테 후추점'으로, 당초는 단층집의 작은 점포에서 창고 형태를 채용하고 있었다. 본사도 후추시에 두고 있었다.
그 후, 종합 할인점으로서 전개를 시작했다. 1997년 11월에 도쿄도 에도가와구의 '돈 키호테 카사이점'내로 본점을 이전했다.
2006년 9월에는 도쿄도 신주쿠구 니시신주쿠의 신주쿠 스미토모 빌딩 35층에 본점을 이전해, 2009년 9월에 도쿄도 메구로구의 '돈 키호테 나카메구로 본점'(옐로우 햇 철거지)내에 본점을 이전했다.
파티용품과 잡화, 식료품, 알코올 음료, 화장품, 일용품, 의류, 레저용품, 인테리어, 가전제품, 핸드폰 본체 및 관련 상품, 시계, 주얼리 등 사치품, 명품, 성인용품 등 다양한 상품을 판매하고 있다. (판매 상품은 점포에 따라 다름).

## 특징

### 영업 시간
오전 9시부터 11시에 문을 열고 자정부터 5시 사이에 문을 닫는 장시간 심야영업 점포가 대부분이며, 일부 점포는 24시간 영업한다. 다만 오후 8시부터 9시 등 비교적 이른 시간에 문을 닫는 점포도 존재하기 때문에 돈키호테의 모든 점포가 심야영업인 것은 아니다.
간선 도로변의 점포에서는 주차장을 완비하고 있지만, 도심이나 역 앞에 있는 점포에서는 입체 주차장을 병설하고 있는 경우가 적다. 주차장은 기본적으로 무료이지만 구매 금액에 따라 무료 시간을 설정하거나 근처에 있는 유료 주차장과 제휴하고 있는 점포도 있다.

### 진열, 판촉 방법
쇼핑의 재미를 구매 고객에게 부추기고, 호소하기 위해 실시하고 있는 돈키호테의 독자적인 상품 디스플레이, 판매 촉진 수법인 '압축진열'이라고 불리는 진열 방법을 채용하고 있는 것이 특징이다.
말 그대로 협소한 매장 공간에 빈틈없이 상품을 진열해 무질서 공간, 정글을 형성한다. 가게 안은 미로처럼 되어 있어 쇼핑객들이 원하는 것을 찾게 하는 보물찾기적인 요소를 갖추고 있다.

### POP광고
매장 내에 산재해 있는 수많은 POP광고도 돈키호테의 특징이다. 이들 광고는 돈키호테 본부가 각 점포에 배포하고 있는 것이 아니라 각 점포에서 'POP라이터'를 채용하여 한 점포마다 1명에서 3명씩 배치하여 매장 담당자와 함께 작성하고 있으며, POP문자는 '돈키문자'라고 불리는 돈키호테의 독자적인 글씨체를 사용하고 있다.

### 점포에 따른 가격 차이
같은 동네의 점포라도 점포에 따라 동일 상품이라도 가격이 다른 것은 드물지 않다. 이것은 가격 결정이 담당자(점장이나 지역 매니저의 경우도 있다)의 재량에 넓게 맡겨져 있기 때문이다.
점포에 따라 '로프라이스 보증 상품'이라고 이름 붙인 상품을 진열하는 경우가 있어, 그 경우는 구입 후에 다른 점포(돈키호테의 다른 점포도 포함)에서 한층 더 싼 가격이 설정되어 있었을 경우에 차액을 환불하는 보증 제도를 취하고 있다.

### 공식 캐릭터
펭귄을 도안화한 '돈펭(ドンペン)', '돈코(ドンコ)'와 돈키호테의 자체개발상품(PB)인 '열정가격(情熱価格)'에서 도안화한 '도조짱(ド情ちゃん)' 등이 있다.

### 주제가
매장 내에서는 돈키호테의 주제가인 'MIRACLE SHOPPING~돈키호테의 주제~'가 기본적으로 흘러나오고 있다. 이 주제가 CD는 돈키호테 매장에서 판매되고 있으며, 핸드폰 벨소리(着うた)도 있다. 또 점포에 전화를 걸면 보류음으로 이 노래가 나온다. 작사 작곡, 가창은 돈키호테 전 사원으로 싱어송라이터, 작곡가의 경력을 가지는 타나카 마이미(田中マイミ) 이다.

### 종업원의 취업 규칙
2022년 3월부터 규칙을 개정하여 염색이 자유로워지고 네일에 대해서도 요철이 없는 디자인이면 색상이 자유롭게 완화되었다.

## 역사
- 1978년 10월 - 창립자인 야스다 타카오가 29세 때 니시오기쿠보에 18평짜리 잡화점 '도둑시장' 개업
- 1980년 9월 5일 - 도매판매 및 소매판매를 목적으로 주식회사 저스트를 도쿄도 스기나미구에 자본금 300만엔으로 설립
- 1983년 9월 - 사이타마현 와코시에 도매 전업 회사 "주식회사 리더" 설립
- 1989년 3월 - 소비자에게 좋은 물건을 더 싸게 판매하기 위해, 도쿄도 후추시에 돈키호테 1호점인 후추점을 개설
- 1995년 9월 - 기업명을 주식회사 돈키호테로 변경
- 1998년 9월 - 돈키호테 공식 마스코트 캐릭터 '돈펭' 탄생
- 2006년 2월 - 미국 하와이주에서 매장 운영을 목적으로 Don Quijote (USA) Co., Ltd.를 연결 자회사화
- 2007년 10월 - 종합 슈퍼마켓 사업을 영위하는 주식회사 나가사키야를 연결 자회사화
- 2013년 12월 - 기업명을 주식회사 돈키호테 홀딩스(현 주식회사 팬퍼시픽 인터내셔널 홀딩스(PPIH))로 변경하고 순수 지주회사 체제로 이행
- 2015년 1월 - 'TOKYO CENTRAL' 1호점을 미국 캘리포니아주에 개설
- 2017년
  - 9월 - 미국 하와이주에서 24개의 슈퍼마켓을 운영하고 있는 QSI, Inc.를 인수
  - 12월 - 창립자인 야스다 타카오가 개발한 '재팬브랜드 스페셜티스토어'를 컨셉으로 한 신업태, 싱가포르 1호점 'DON DONKI Orchard Central점' 오픈
- 2021년 4월 - 미국 캘리포니아주에서 고급 슈퍼마켓 체인 'Gelson's'를 운영하는 기업그룹 GRCY Holdings, Inc.를 인수
- 2025년 2월 18일 - 고치현 첫 출점 (도도부현 최종 진출)

## 점포
2025년 2월 기준으로 일본 내에 돈키호테는 269개, MEGA 돈키호테는 143개, MEGA 돈키호테 UNY 및 돈키호테 UNY는 62개, 피카소(에센스, 에키돈키, 소라돈키, 열정장인, 도미세 포함)는 31개 점포가 있다.
2025년 2월 18일 기준으로 도도부현 마침내 고치현 점포가 들어섰다.

### 종합 할인점 사업

#### 돈키호테
돈키호테의 일반 점포 형태다. 편리, 저렴, 오락의 삼위일체를 점포 컨셉으로 하는 종합 할인점으로, 식품, 일용품, 잡화, 의류, 가전제품, 명품, 파티 오락용품 등 약 45,000개의 상품을 갖추고 있다. 기본적으로 고기, 야채, 생선 등 신선식품을 취급하지 않는다. 주로 젊은 층을 대상으로 하고 있다.

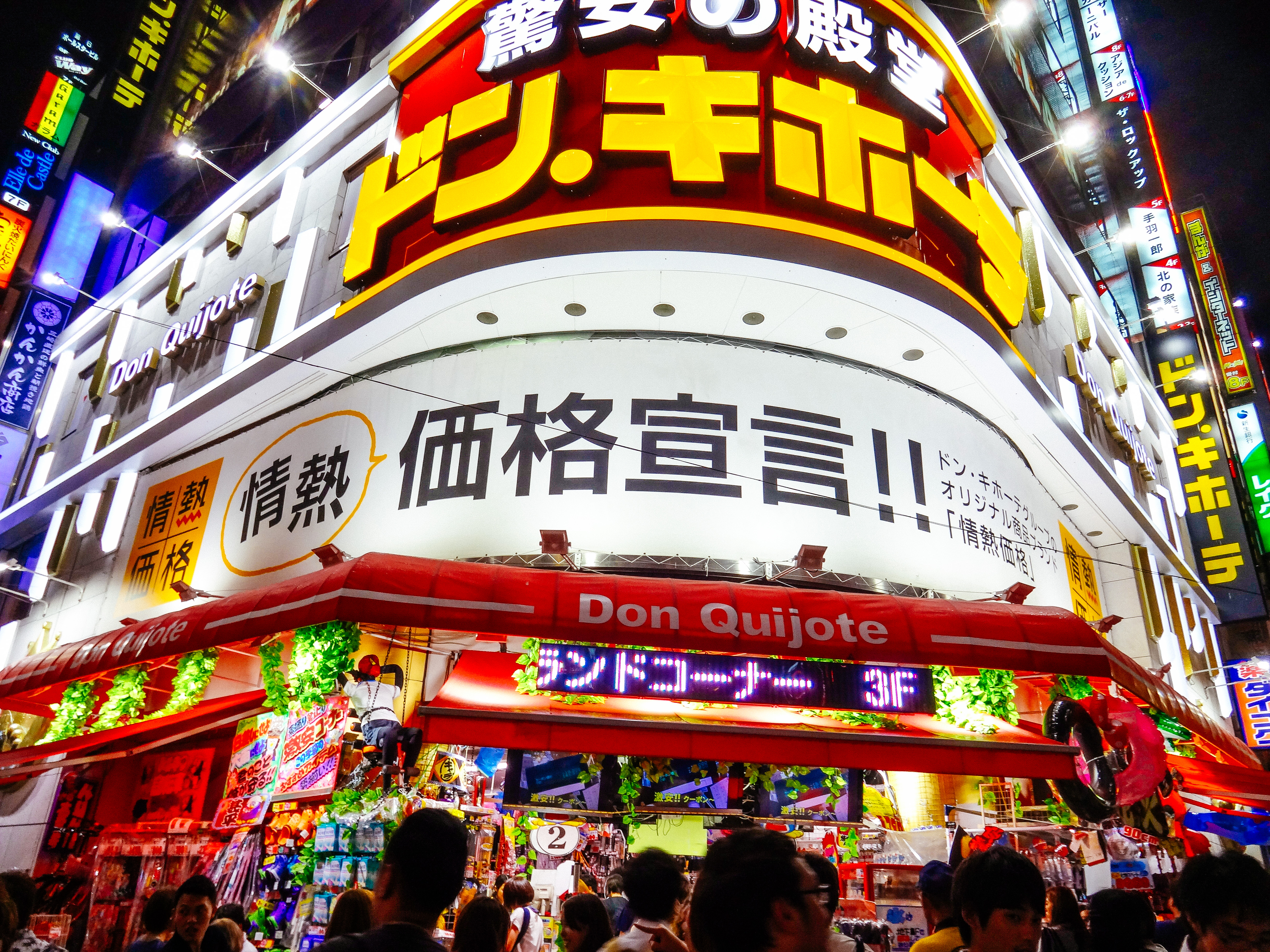
돈키호테 신주쿠 가부키쵸점 (도쿄도 신주쿠구)
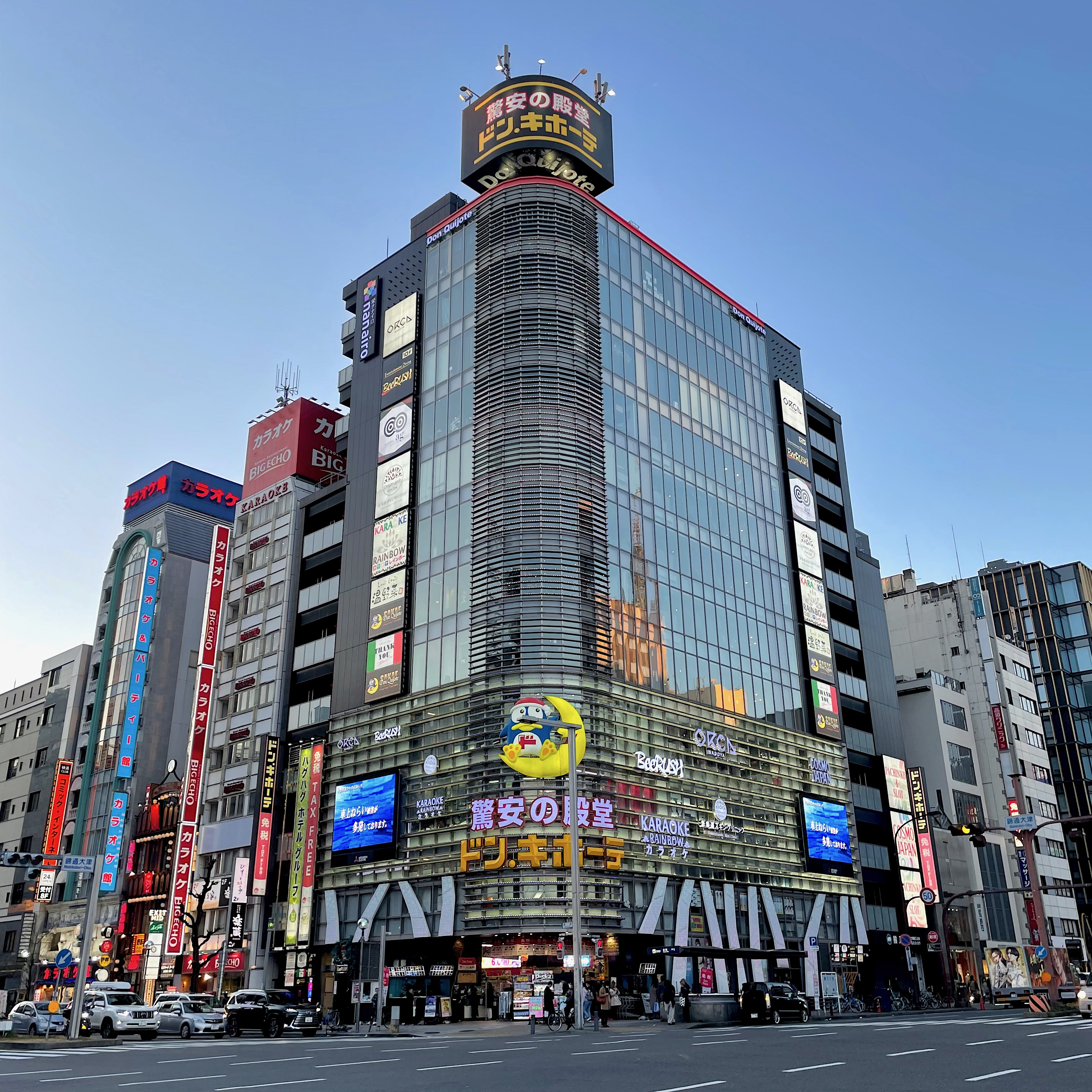
돈키호테 사카에 본점 (아이치현 나고야시)
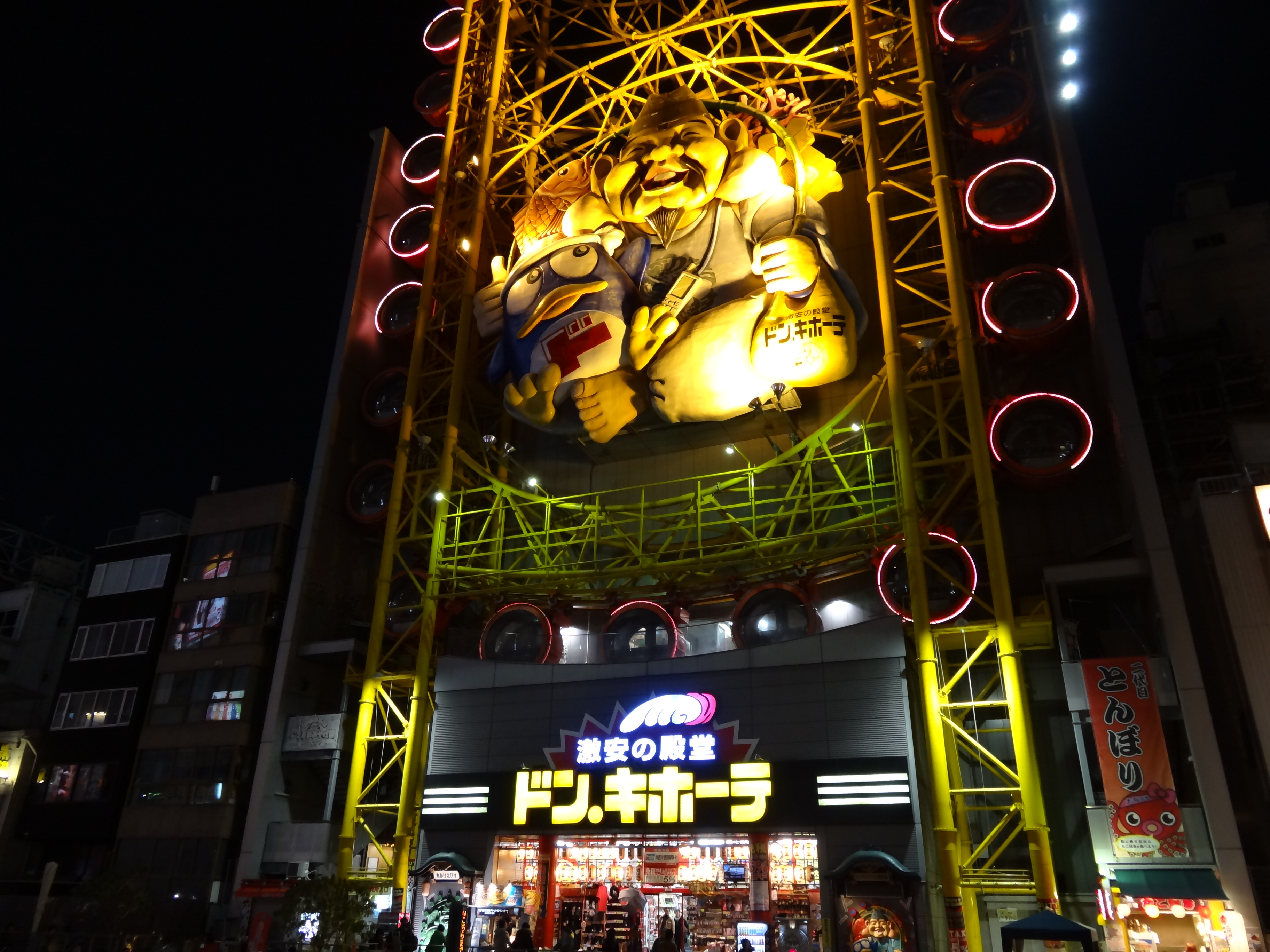
돈키호테 도톤보리점(오사카시 주오구)
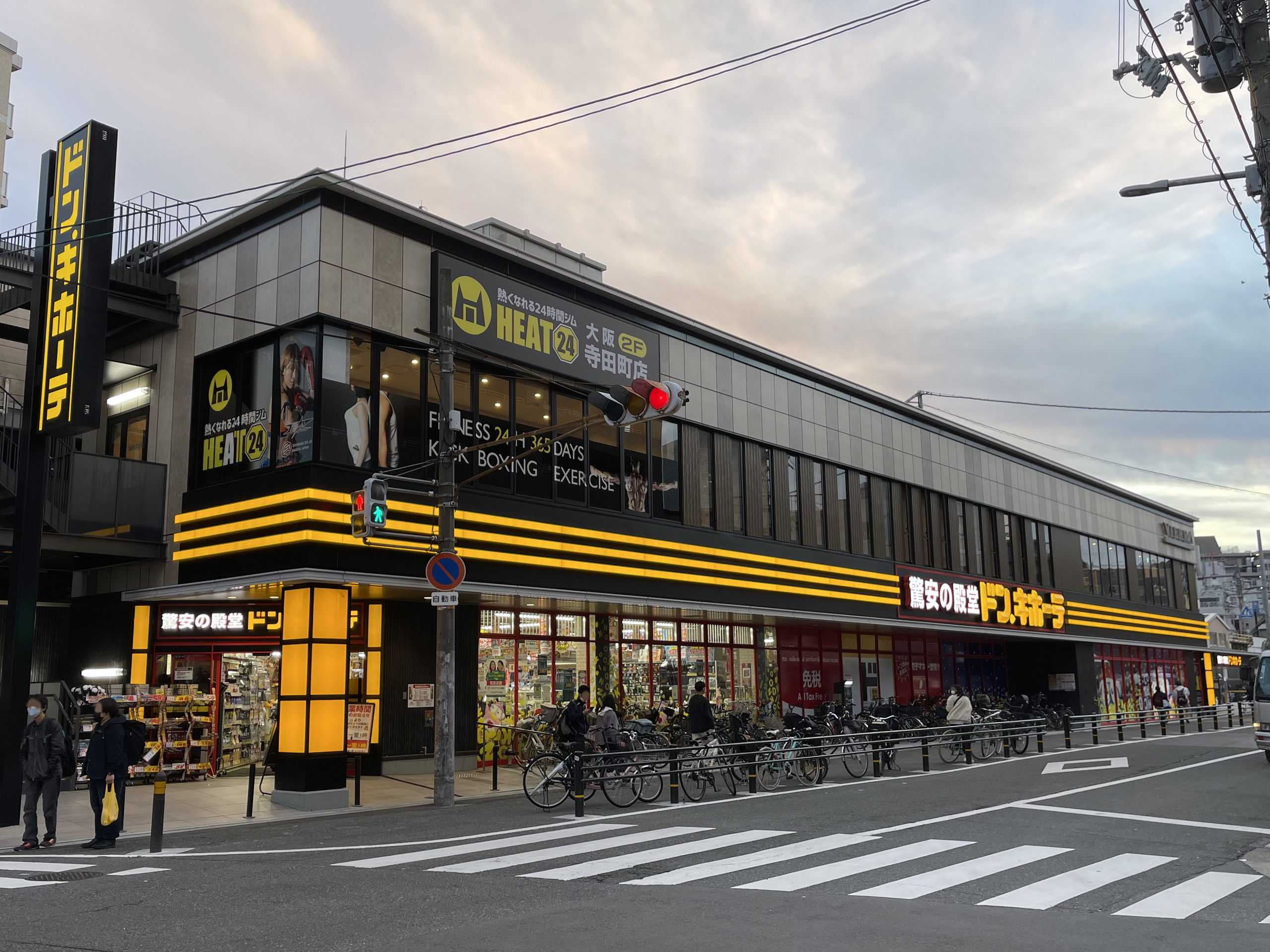
돈키호테 데라다초역점 (오사카시 덴노지구)
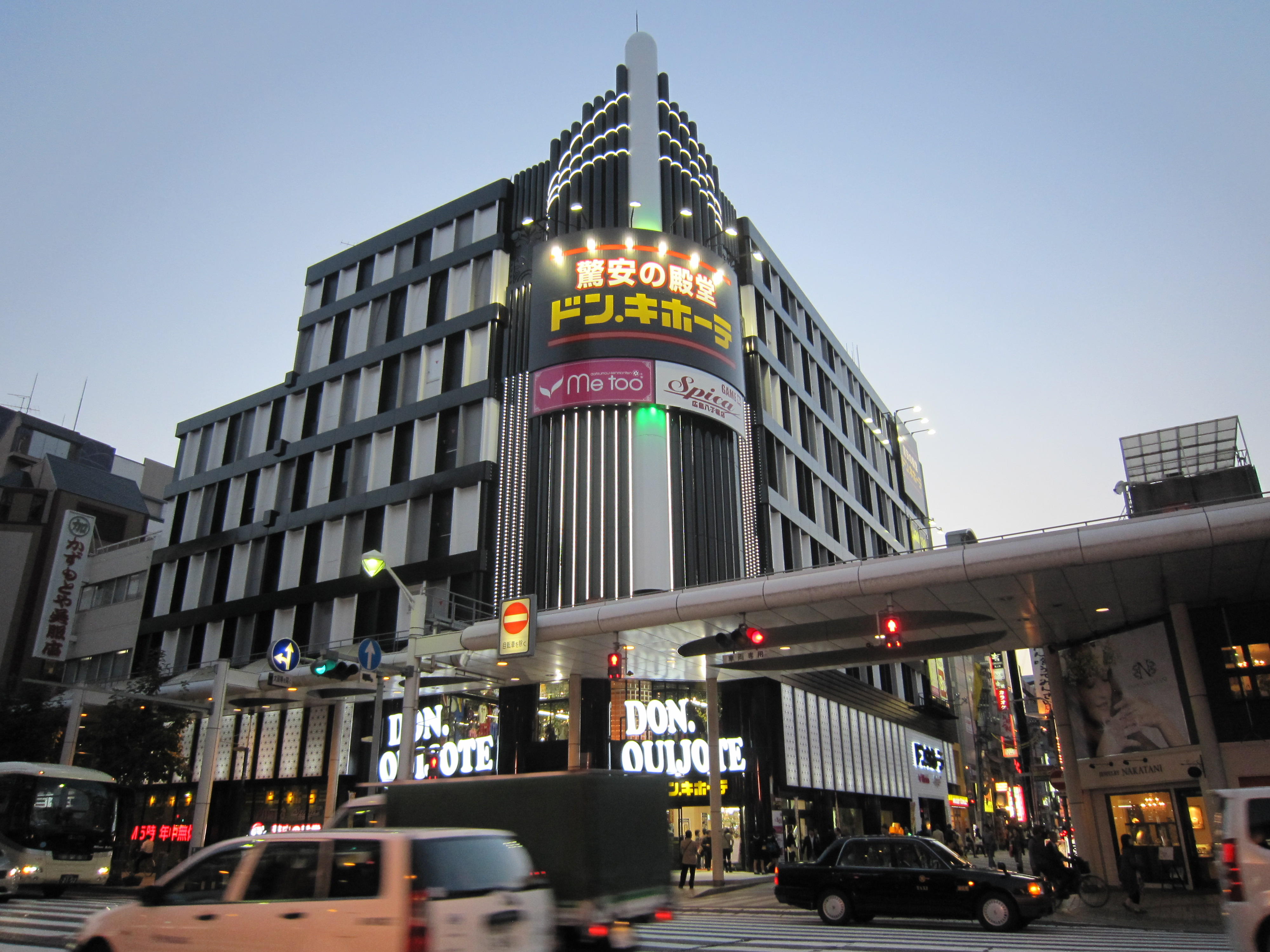
돈키호테 히로시마 핫초보리점 (히로시마현 히로시마시)

#### MEGA 돈키호테
2008년에 탄생한 메가 돈키호테는 풍부한 구색과 놀라움의 저렴함을 컨셉으로 하는 일본 최초의 하이퍼마켓 및 패밀리형 종합 할인점으로, 일반 점포와 달리 통로가 넓은 것이 특징이다. 매장 면적은 평균 약 9,000㎡, 취급 상품수는 6만~10만개가 되고 있다. 고기, 야채, 생선 등 신선식품도 취급한다. 주로 가족이나 고령자를 표적으로 하고 있다.

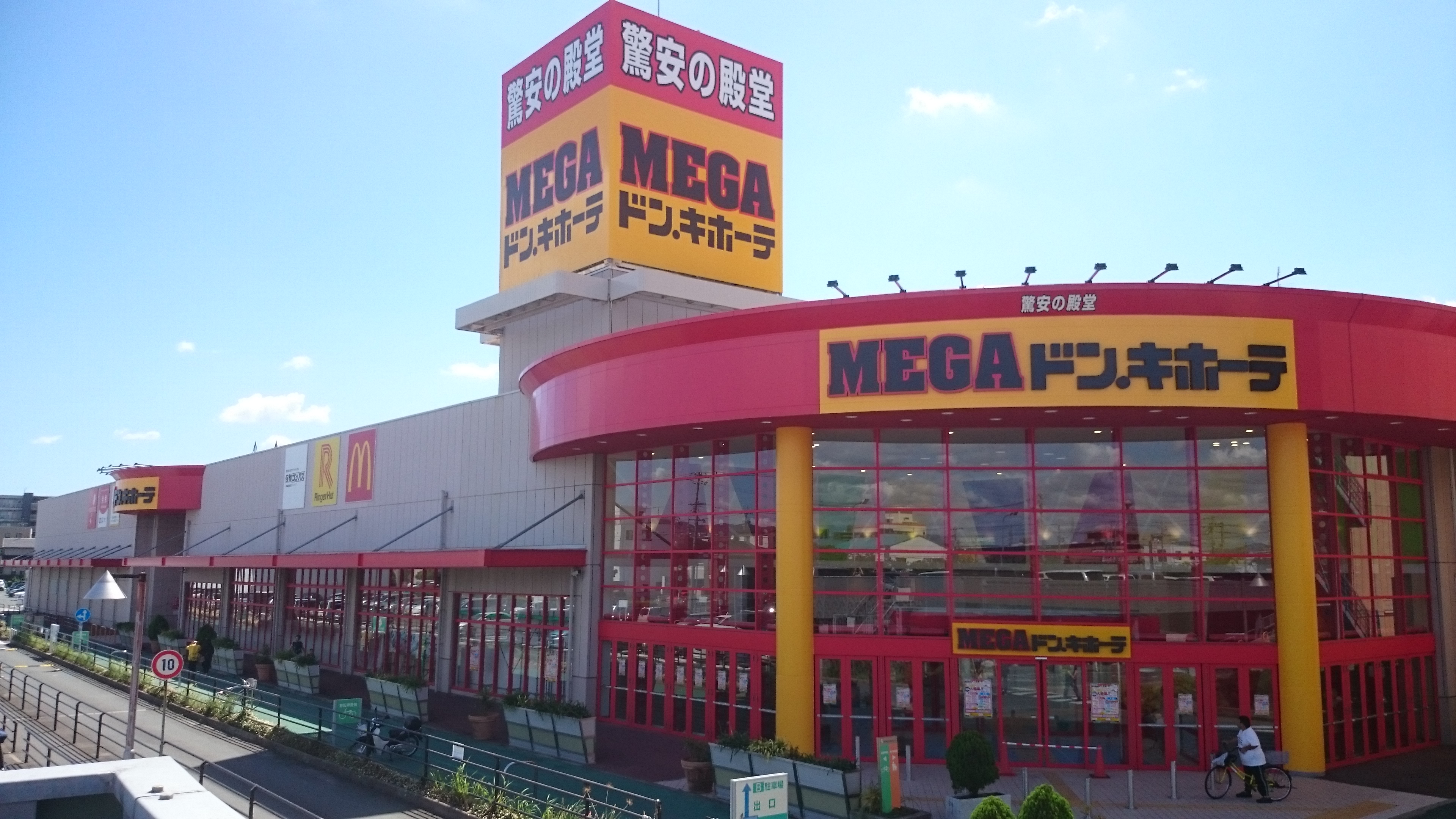
매장면적 1만1200㎡로 일본 최대 MEGA 돈키호테 도요하시점 (아이치현 도요하시시)
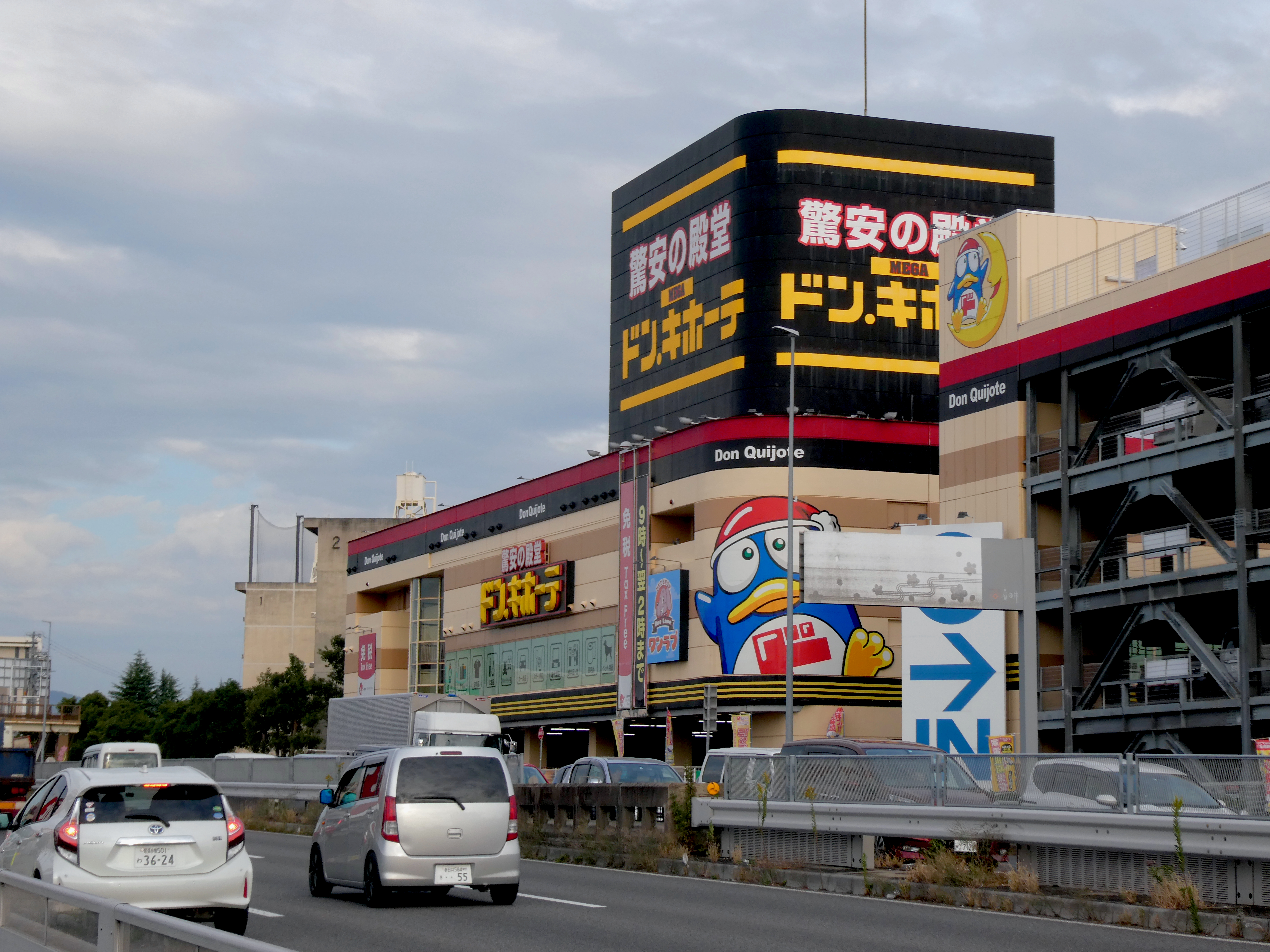
MEGA 돈키호테 가스가이점 (아이치현 가스가이시)
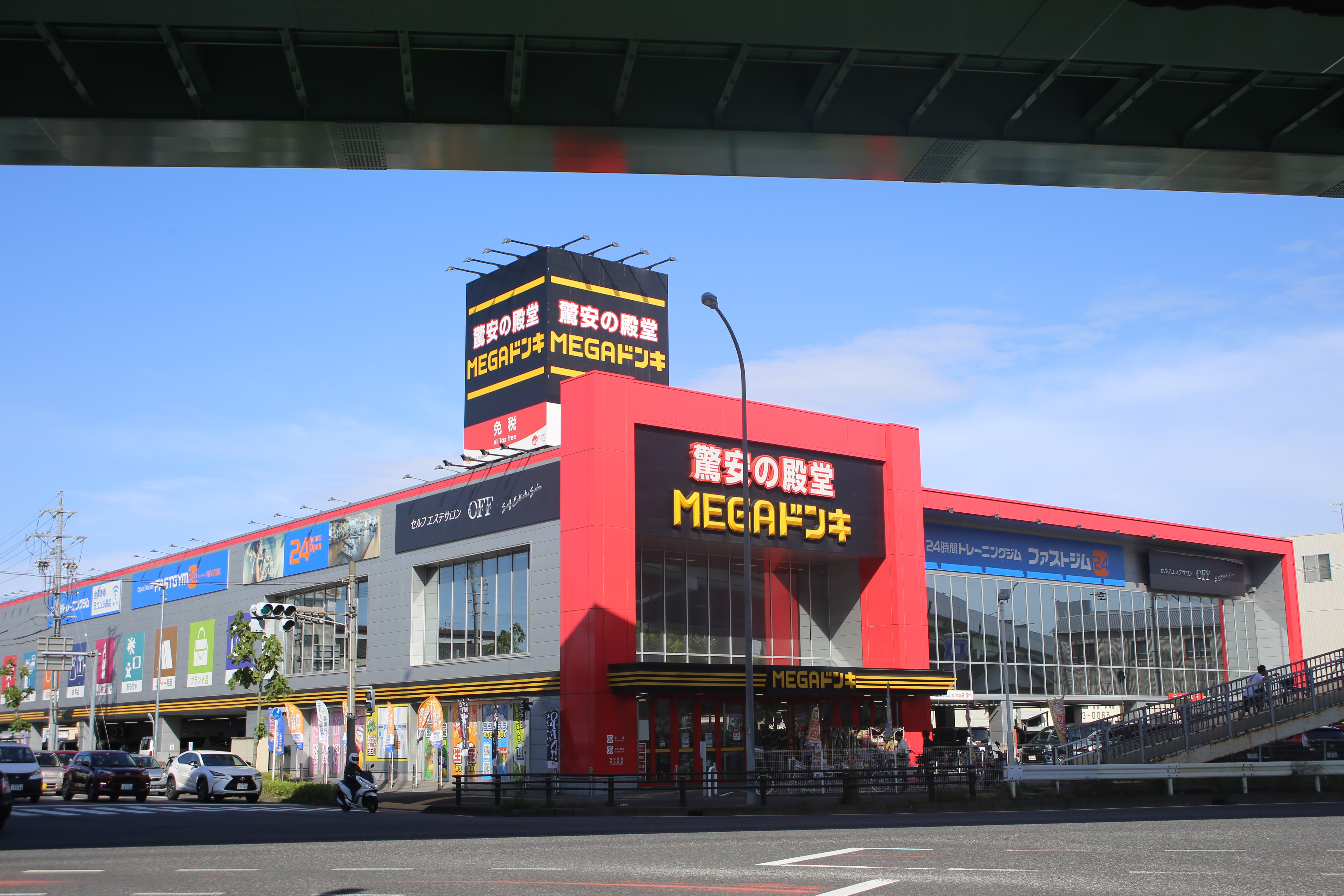
MEGA 돈키호테 메이시 탄고거리점 (아이치현 나고야시)
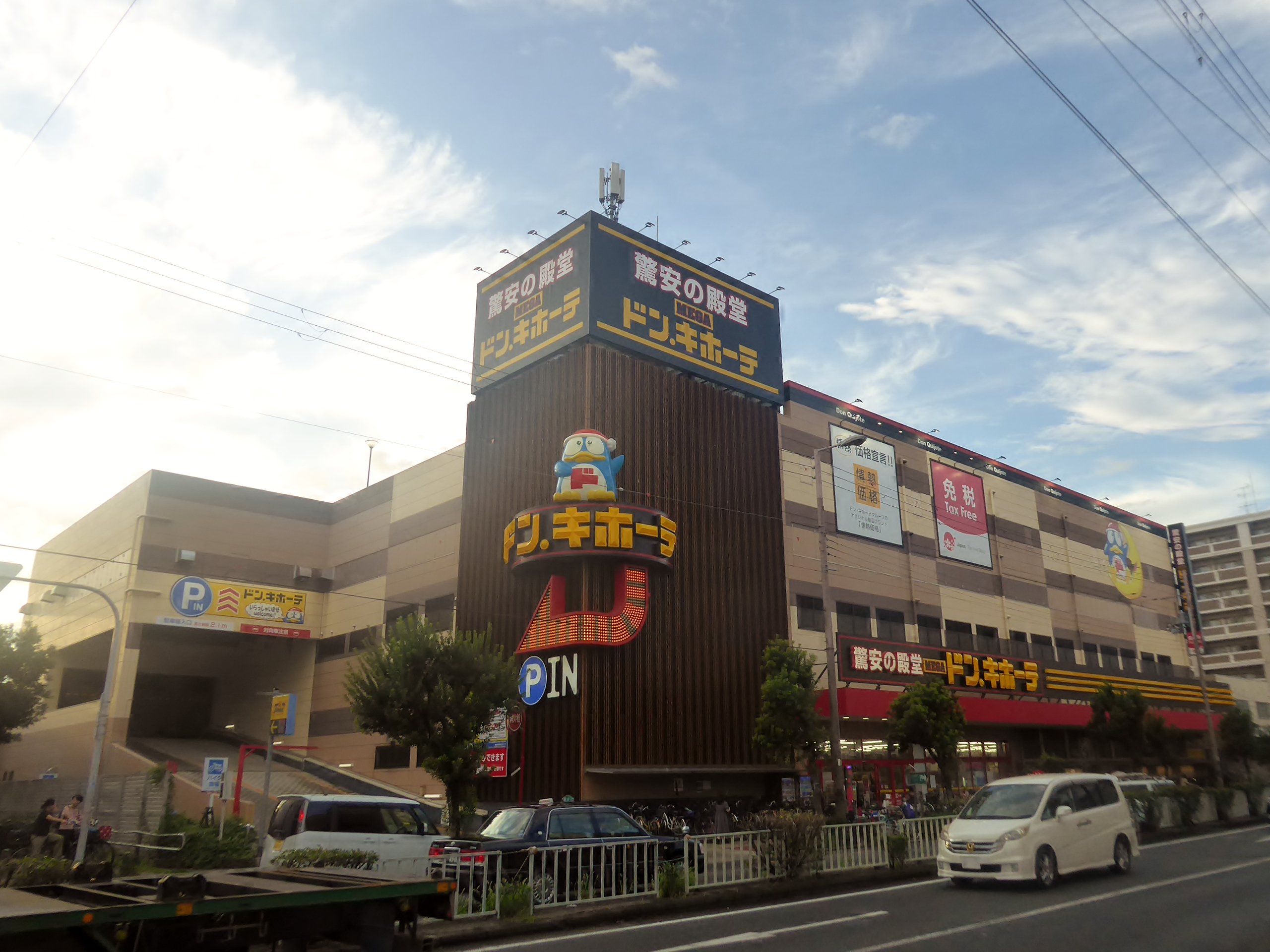
MEGA 돈키호테 후카에바시점(오사카시 히가시나리구)
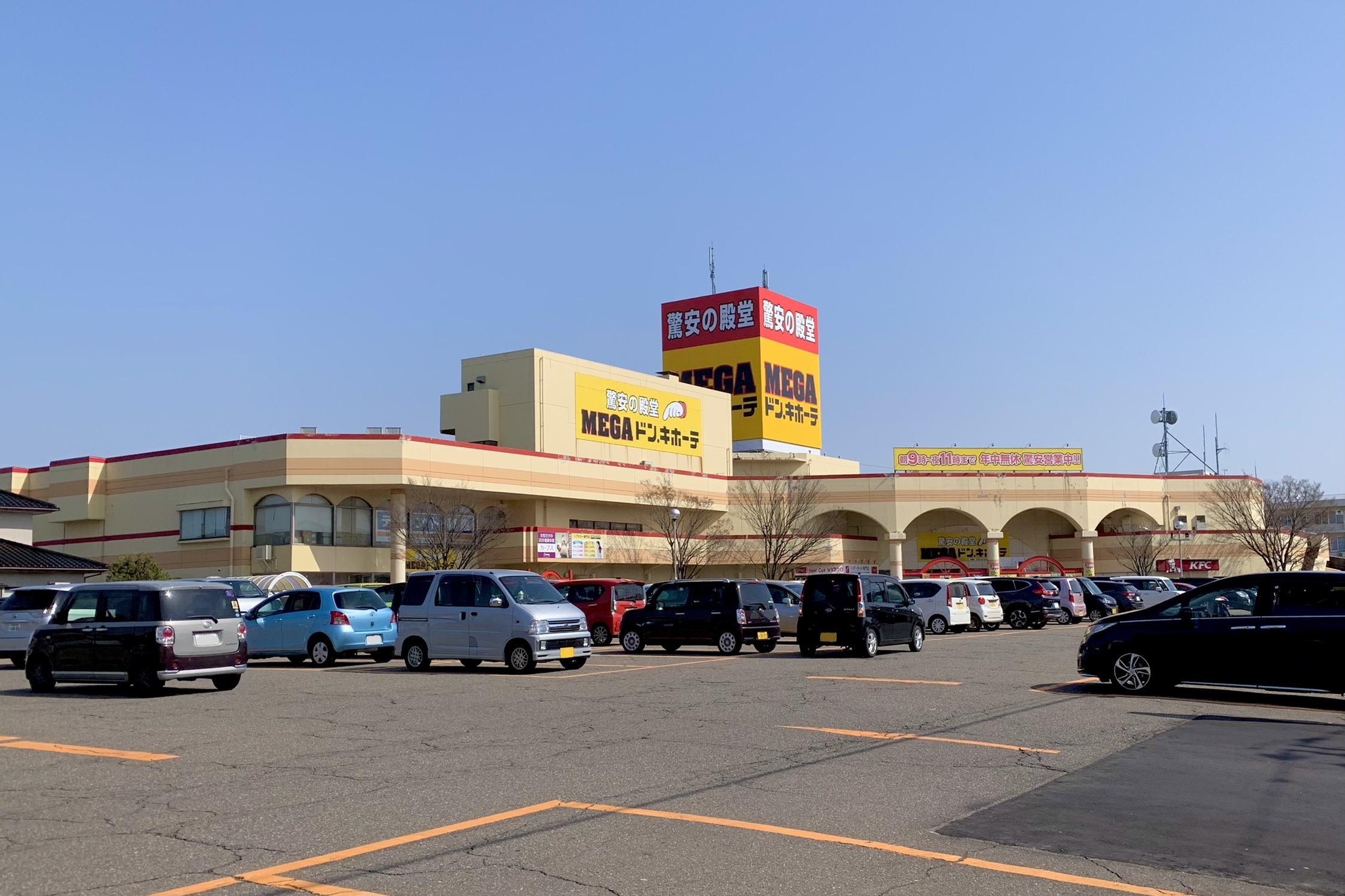
MEGA 돈키호테 가시와자키점 (니가타현 가시와자키시)

#### NEW MEGA 돈키호테
매장 면적은 평균 약 4,000㎡, 취급 상품 수는 4만~8만개로 MEGA 돈키호테보다 규모가 작은 점포다. MEGA 돈키호테에 비해 신선식품의 비율을 줄이고, 일용품이나 가공식품에 주력하는 등, 수익성, 효율성을 중시하고 있다.

#### MEGA 돈키호테 UNY
대형 종합 슈퍼마켓인 아피타(アピタ)나 중소형 슈퍼마켓인 피아고(ピアゴ)로부터의 전환으로, MEGA 돈키호테와 유니의 협업 점포이다. UD리테일 주식회사가 운영하고 있다. 매장 면적은 5,000m²~13,000m², 취급 상품 수는 7만~10만 개로 이전보다 비식품 부문의 상품을 대폭 늘리고 있다.

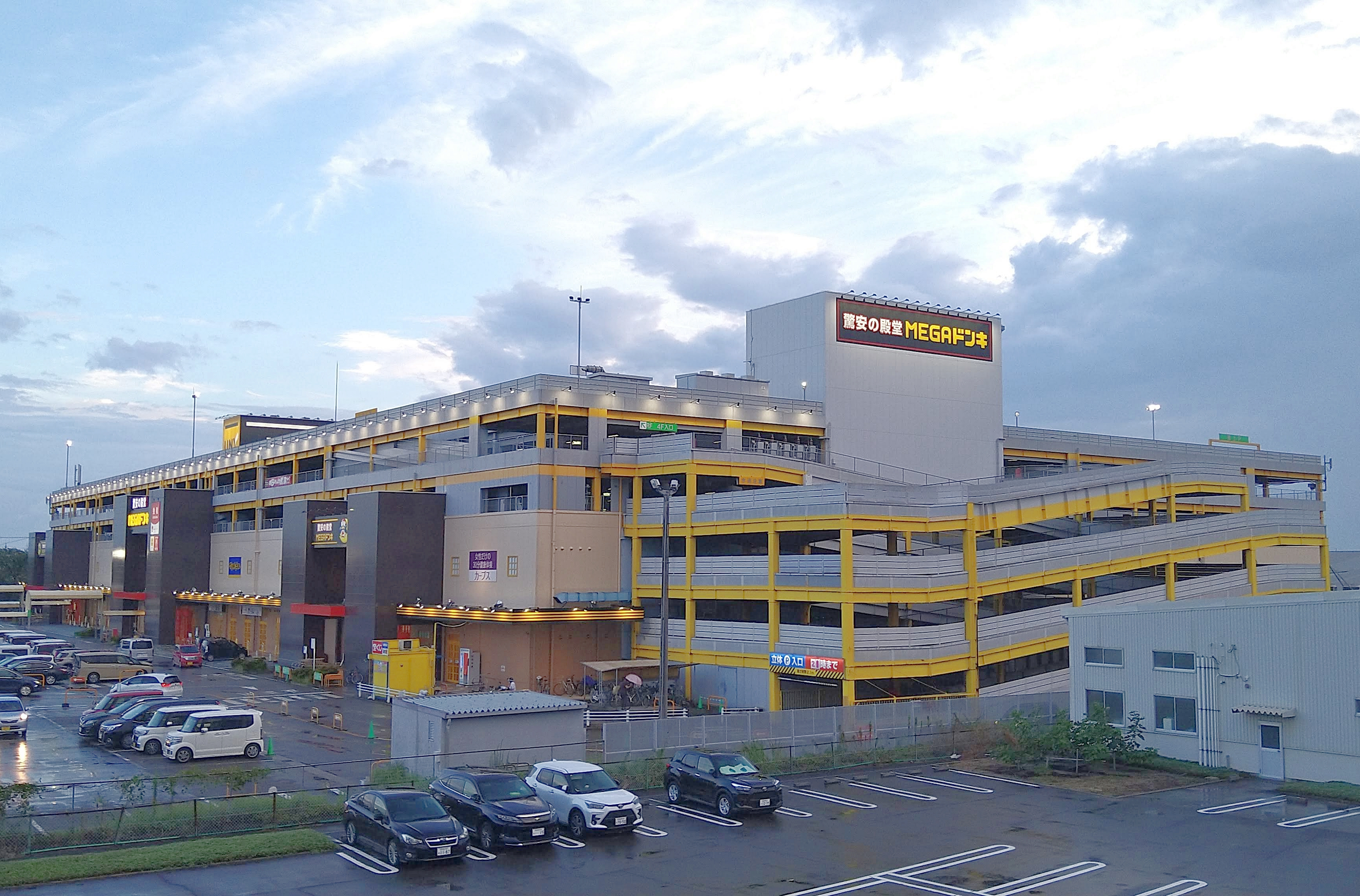
MEGA 돈키호테 UNY 오구치점 (아이치현 니와군)
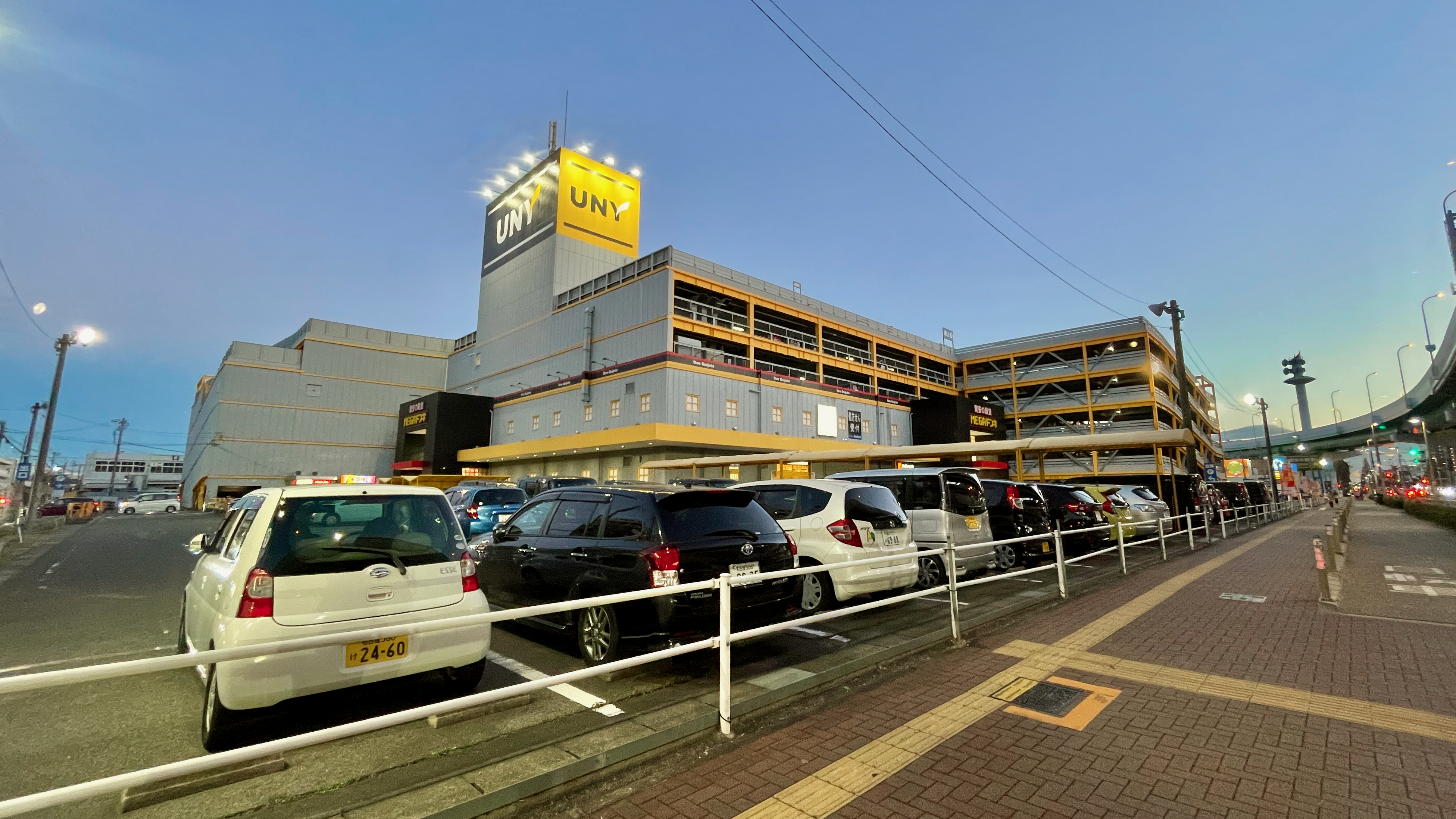
MEGA 돈키호테 UNY 토카이도리점 (아이치현 나고야시)
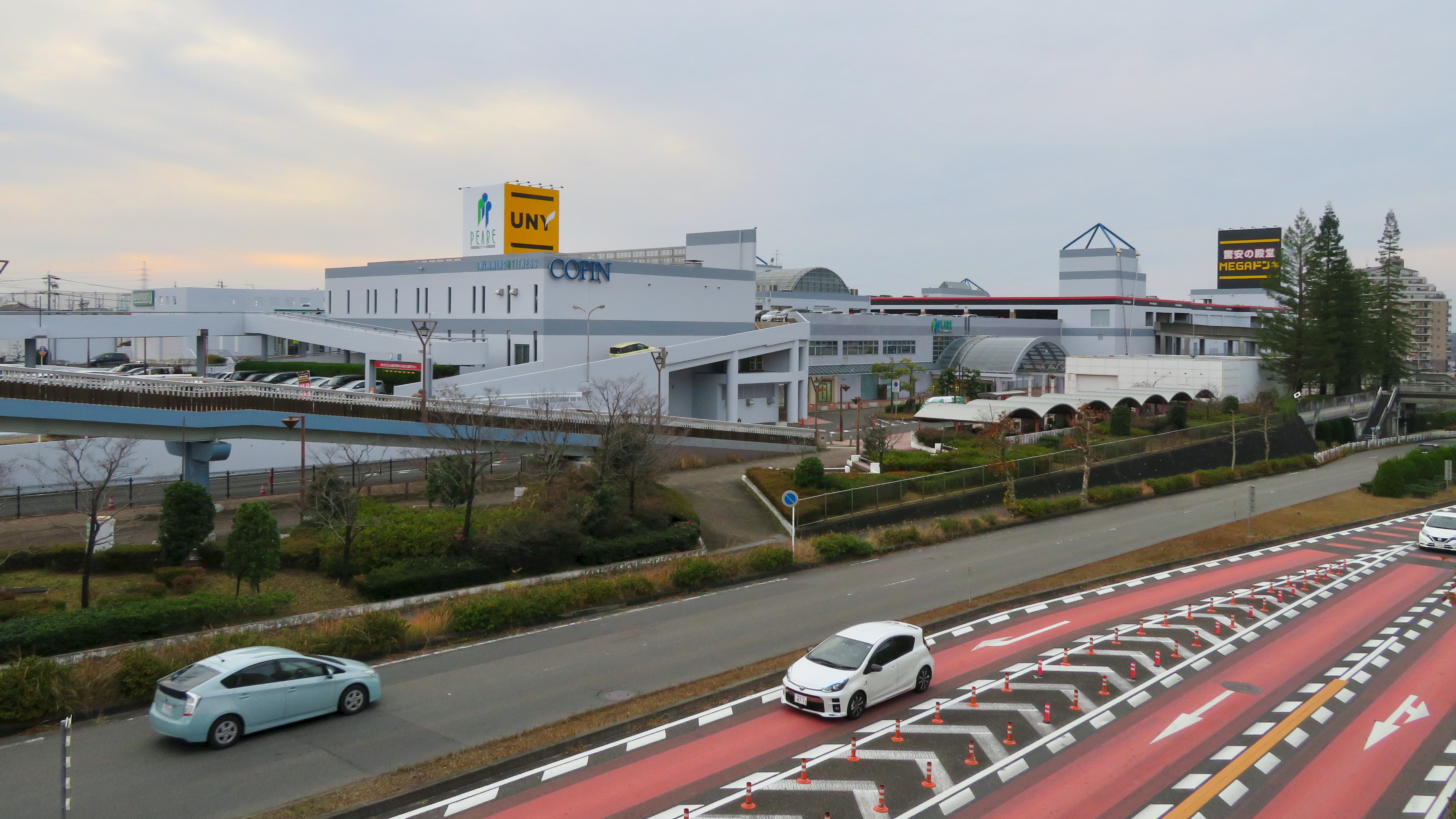
MEGA 돈키호테 UNY 토카다이점 (아이치현 고마키시)
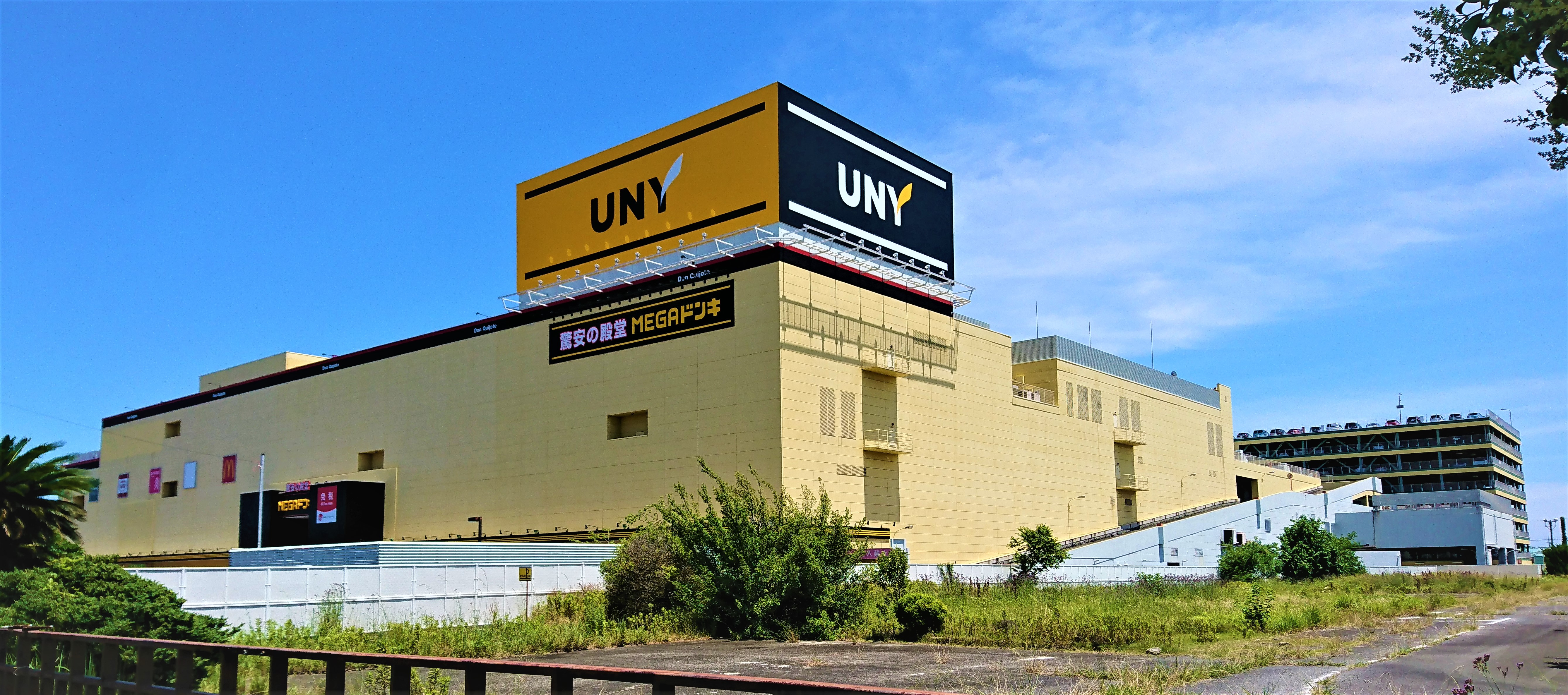
MEGA 돈키호테 UNY 스즈카점 (미에현 스즈카시)
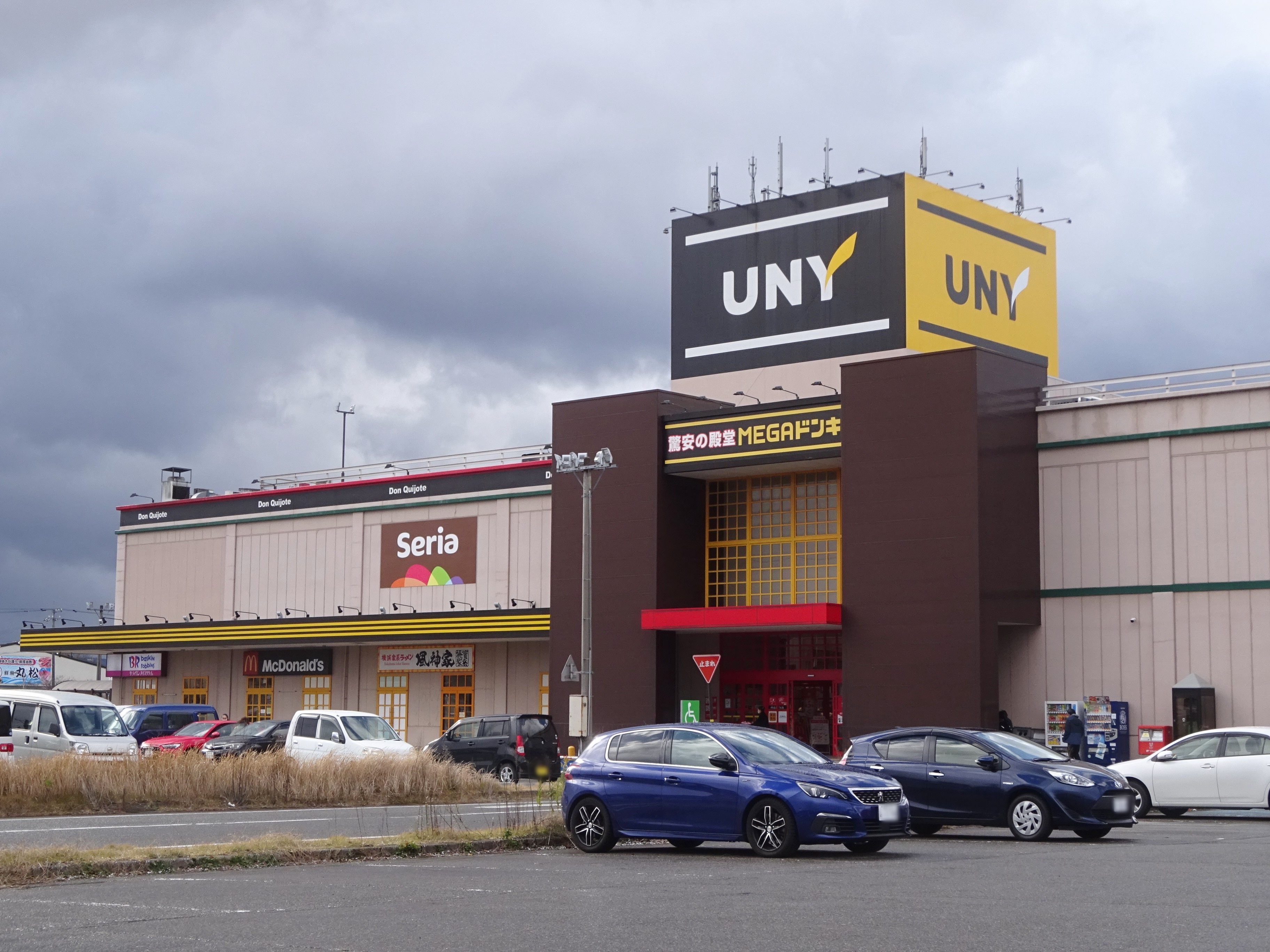
MEGA 돈키호테 UNY 후쿠이점 (후쿠이현 후쿠이시)

#### 돈키호테 UNY
대형 종합 슈퍼마켓인 아피타(アピタ)와 중소형 슈퍼마켓인 피아고(ピアゴ)로부터의 전환으로, 돈키호테와 유니의 협업 점포이다. UD리테일 주식회사가 운영하고 있다. 매장 면적은 4,000m²~5,000m², 취급 상품 수는 5만~6만 개로 이전보다 비식품 부문의 상품을 대폭 늘리고 있다.

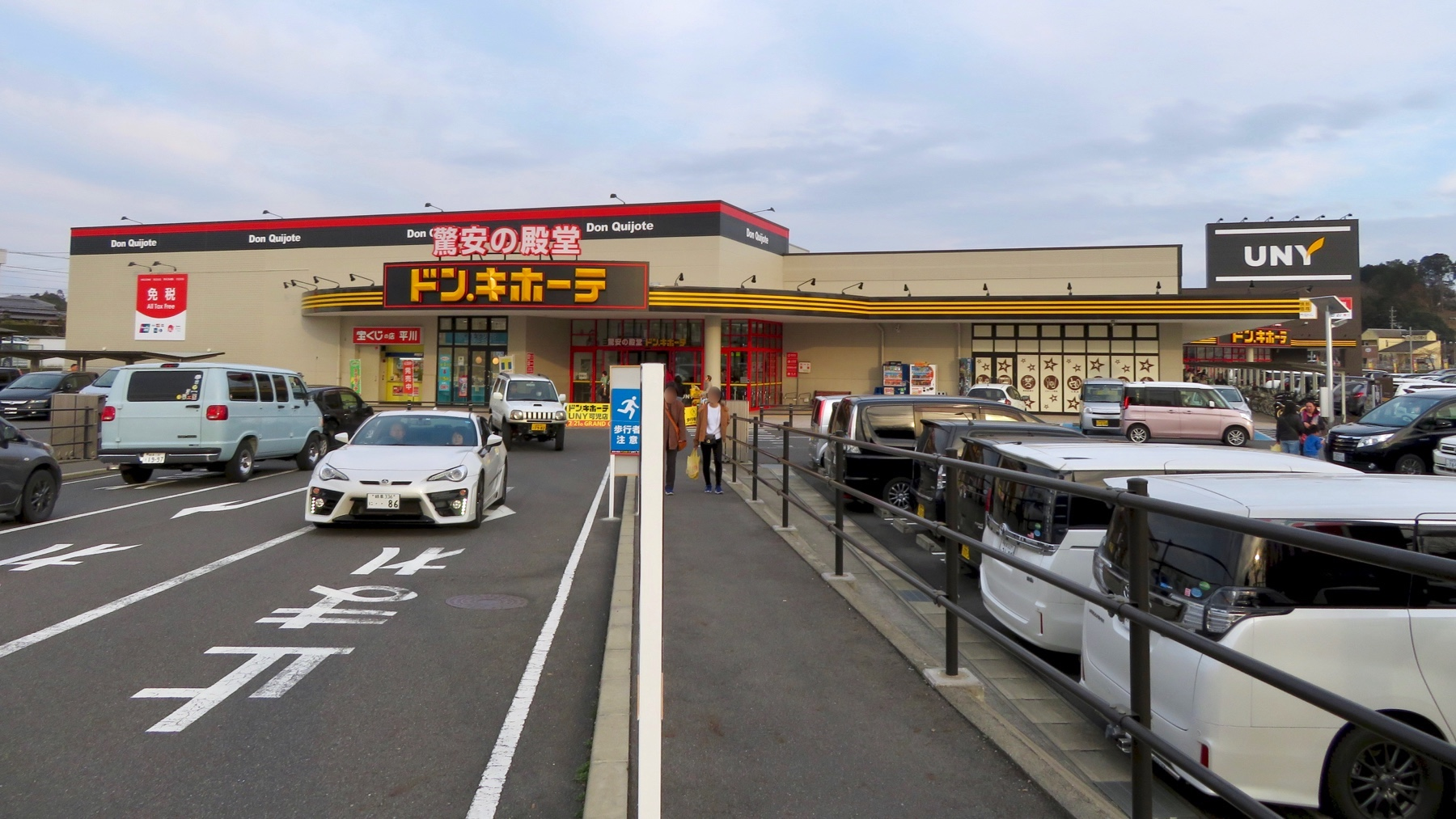
돈키호테 UNY 가니점 (기후현 가니시)
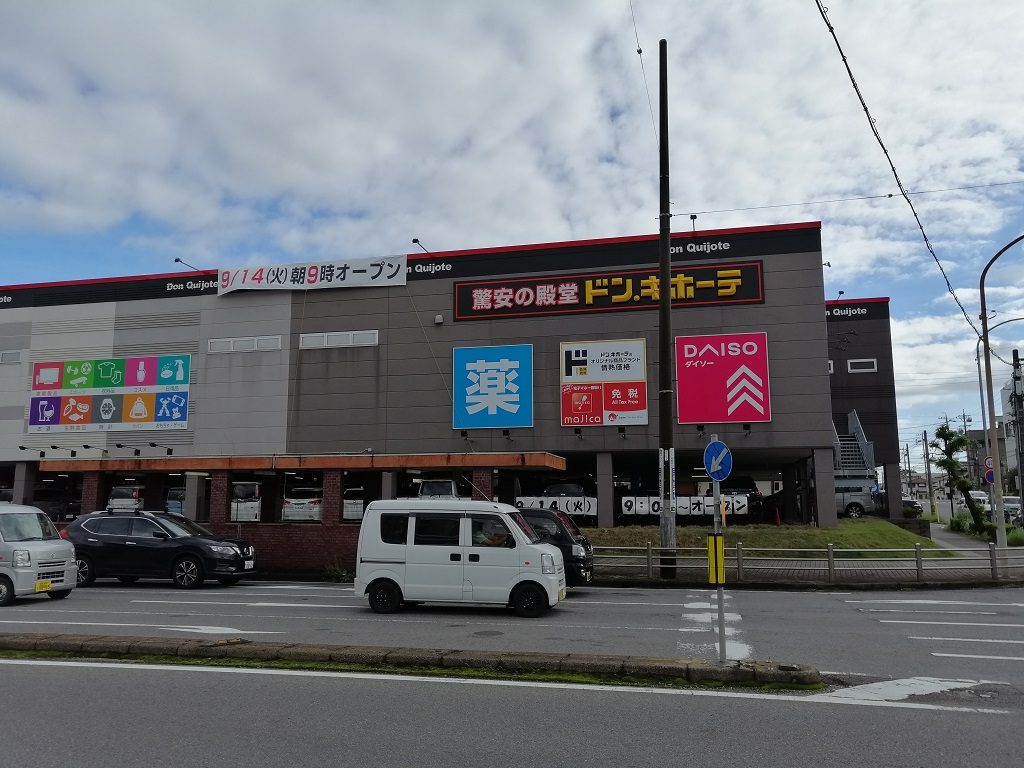
돈키호테 UNY 헤키난점 (아이치현 헤키난시)

#### 피카소
돈키호테 점포의 스타일을 응축시켜, 지역에 밀착한 구색으로 일상 생활에서 이용하기 좋은 점포 만들기를 추구한 소형 점포이다.

#### 돈키호테 에센스
손님의 수요가 높은 일용품을 엄선해, 돈키호테가 특기로 하는 생활 용품을 더한 도시형 소형 점포로 드러그스토어와 비슷한 형태다. 2024년 1월 기준으로 가와구치역 앞점(가와구치시), 세키마치점(네리마구)의 2개 점포가 있다.

### 전문점

#### 열정장인
작업복=단순한 작업복이라는 상식을 바꾸기 위해 2014년 문을 연 작업복, 유니폼 등 장인을 위한 전문점이다. 작업의 용이성, 내구성을 추구하면서도 디자인성, 저렴한 가격을 고집해 세련되고 캐주얼한 코디를 제안하고 있다. 2024년 2월 기준으로 간토 지방에 단독점 6개, 돈키호테 매장 내에 4개 점포가 있다. 콘셉트는 '장인의 편의점'으로, 일하기 전에 장인이 들를 수 있도록 평일 영업시간은 오전 6시부터 오후 11시다 (일부 점포 제외).

#### 과자돈키 (お菓子ドンキ)
월드이츠 코너를 마련해 세계 각국의 수입 과자와 별미(珍味) 등 과자에 특화된 전문점이다. 2024년 2월 기준으로 도쿄역 야에스 지하상가와 치바현 가시와시에 있는 쇼핑몰 '모라쥬 가시와'의 2개 점포가 있다.

#### 술돈키 (お酒ドンキ)
희귀 수제맥주와 젊은 층에게 인기 있는 작은 병 파티 음료, 고액주 등 술에 특화된 전문점이다. 2024년 2월 기준으로 도쿄역 야에스 지하상가에 점포가 있다.

#### 코스메 돈키 (コスメドンキ)
여기라면 찾을 수 있는 최신 화장품 가게를 목표로 한국, 아시아의 인기 화장품 상품을 판매하고 있는 전문점이다. 2024년 2월 기준으로 치바현에 2개 점포가 있다.

#### 놀라고 매운 동키 (驚辛ドンキ)
다양한 종류의 매운맛을 맛볼 수 있는 상품을 갖추어, 실제로 돈키호테 종업원 여러명의 실식에 의한 매운맛 레벨이나 상품 리뷰를 반영한 POP광고를 내고 있다. 치바현 가시와시에 있는 쇼핑몰 '모라쥬 가시와'에 점포가 있다.

#### 에키돈키 (エキドンキ)
돈키호테와 JR서일본 데일리 서비스넷이 전개하고 있는 역 구내형 할인점이다. 2015년 10월 30일, JR 오사카역 사쿠라바시구치(桜橋口)에 1호점 에키돈키 에키마르쉐 오사카점'을 오픈했다.
일반적인 돈키호테의 구색과 더불어 외국인 관광객을 유치하는 중요 점포로서의 역할도 담당하며, 외국인 전속 스태프와 면세 카운터, 외화 통화 정산 서비스 등이 정비되어 있다.또, 철도 팬에게 있어서 수집 대상이 되고 있는 역 스탬프도 오리지날의 것이 점두에 준비된다.

#### 소라돈키 (ソラドンキ)
현지 과자와 의약품 등 외국인 관광객에게 인기 있는 기념품 위주의 공항 내 소형 점포다. 그 외, 여행 상품 등 긴급 수요가 있는 상품이나 돈키호테만의 오락감도 도입해 편리성이 있는 점포가 되고 있다. 2024년 2월 기준으로 하네다공항점과 신치토세공항점의 2개 점포가 있다.

#### 도미세 (ドミセ)
'놀라움 전문점'을 컨셉으로 한 새로운 형태의 매장이다. 돈키호테의 자체개발상품(PB)인 '열정가격'의 상품과 오리지널 브랜드를 포함한 다양한 상품이 판매되고 있다. 2024년 2월 기준으로 도쿄와 오사카에 2개 점포가 있다.

## 해외 진출
해외는 홍콩, 대만, 마카오, 태국, 싱가포르, 말레이시아에서 Don Don Donki라는 이름으로 전개하고 있는 것 외에 하와이에도 Don Quijote라는 점포가 있다.

### 홍콩
돈키호테 등을 운영하는 팬퍼시픽 인터내셔널 홀딩스(PPIH) 산하의 팬퍼시픽 리테일 매니지먼트(홍콩)는 2019년 7월 12일, 아시아에서 3개국째의 출점이 되는 신업태의 'Don Don Donki' 홍콩 1호점을 번화가의 짐사저이에 있는 '미라마 쇼핑센터(Mira Place2)'의 지하 1층에 오픈했다. 2024년 2월 기준으로 홍콩에는 10개 점포가 있다.

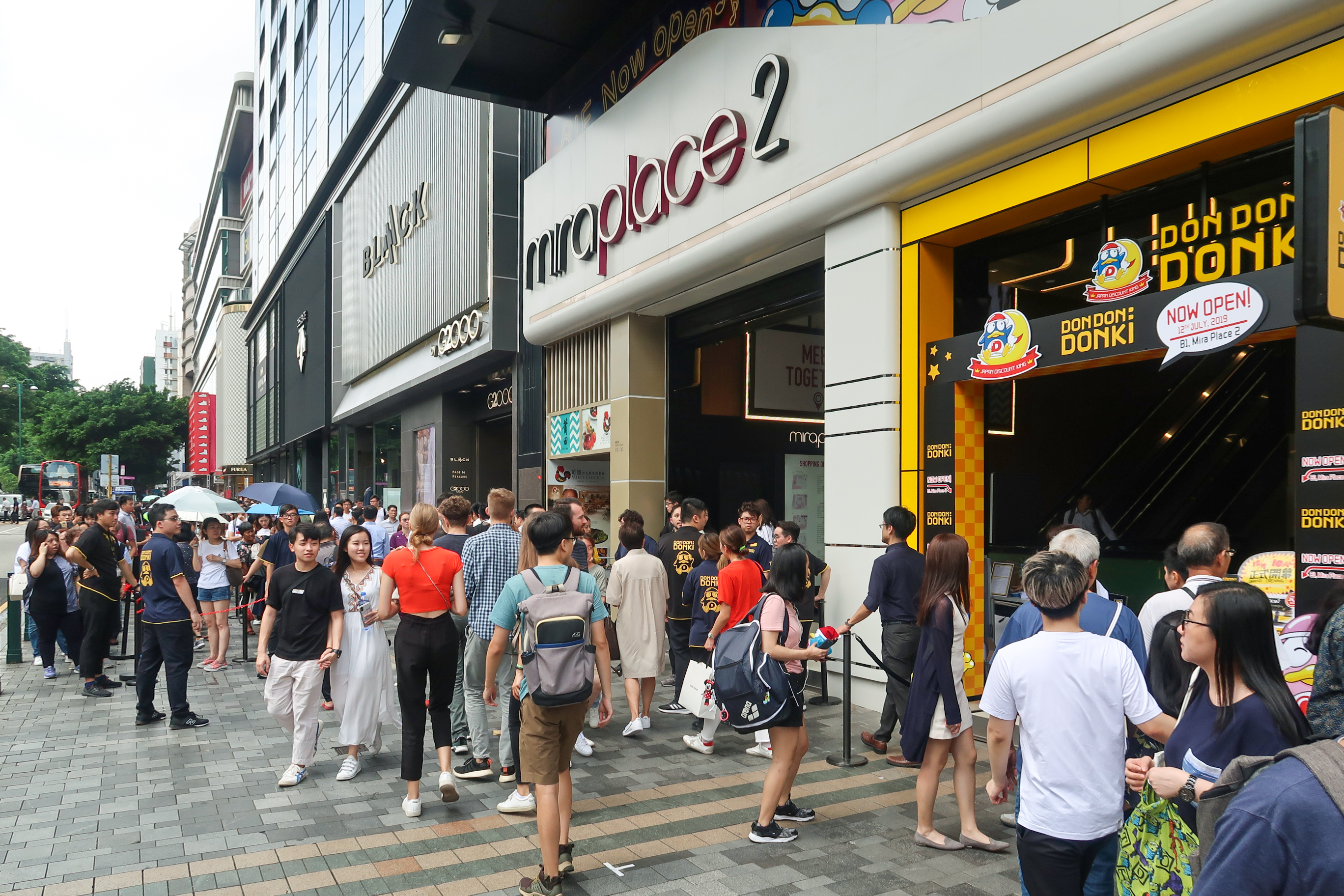
홍콩 1호점 'Don Don Donki Mira Place2점'의 개업 당일은 장사진을 이뤘다.
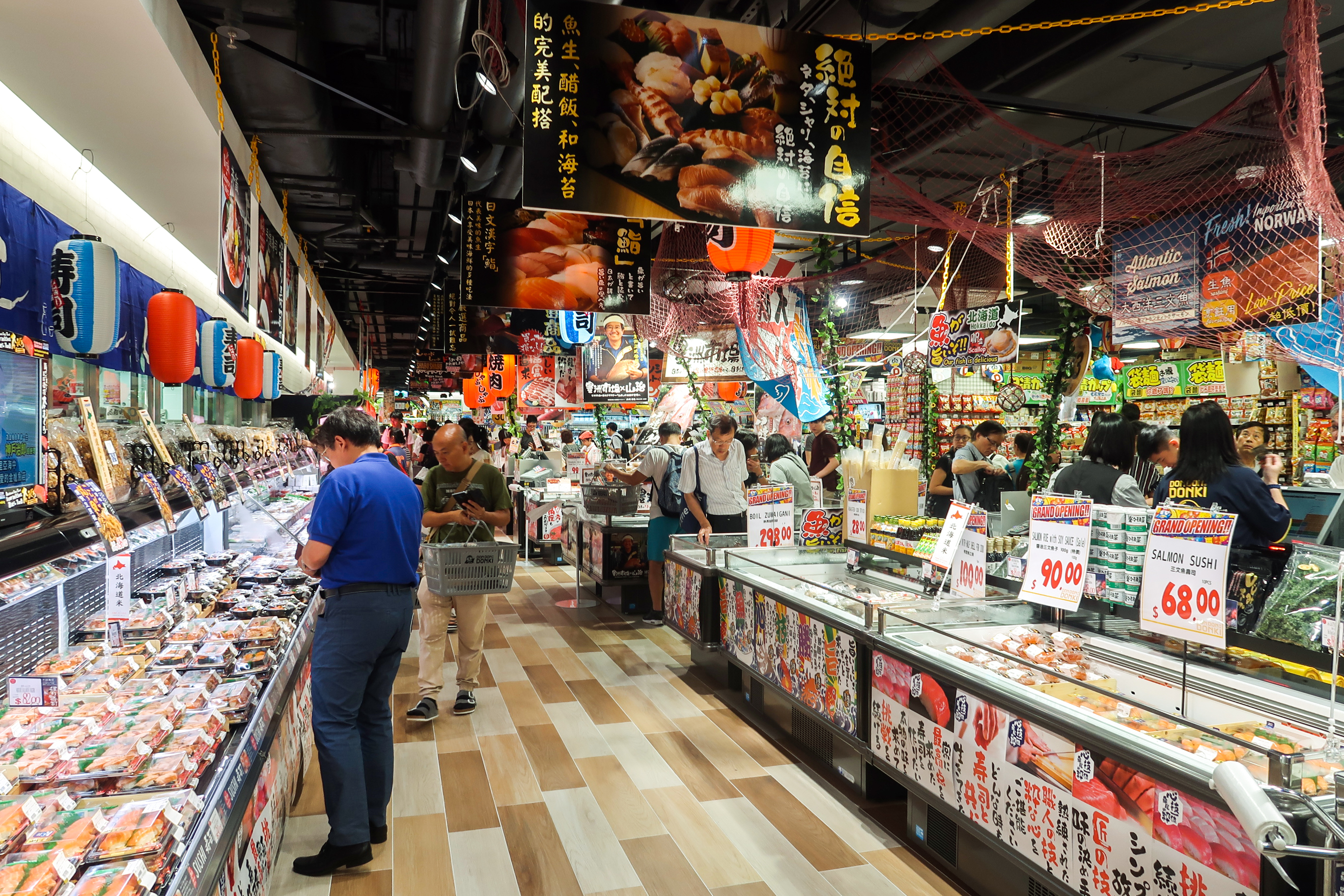
Don Don Donki Mira Place2점 매장
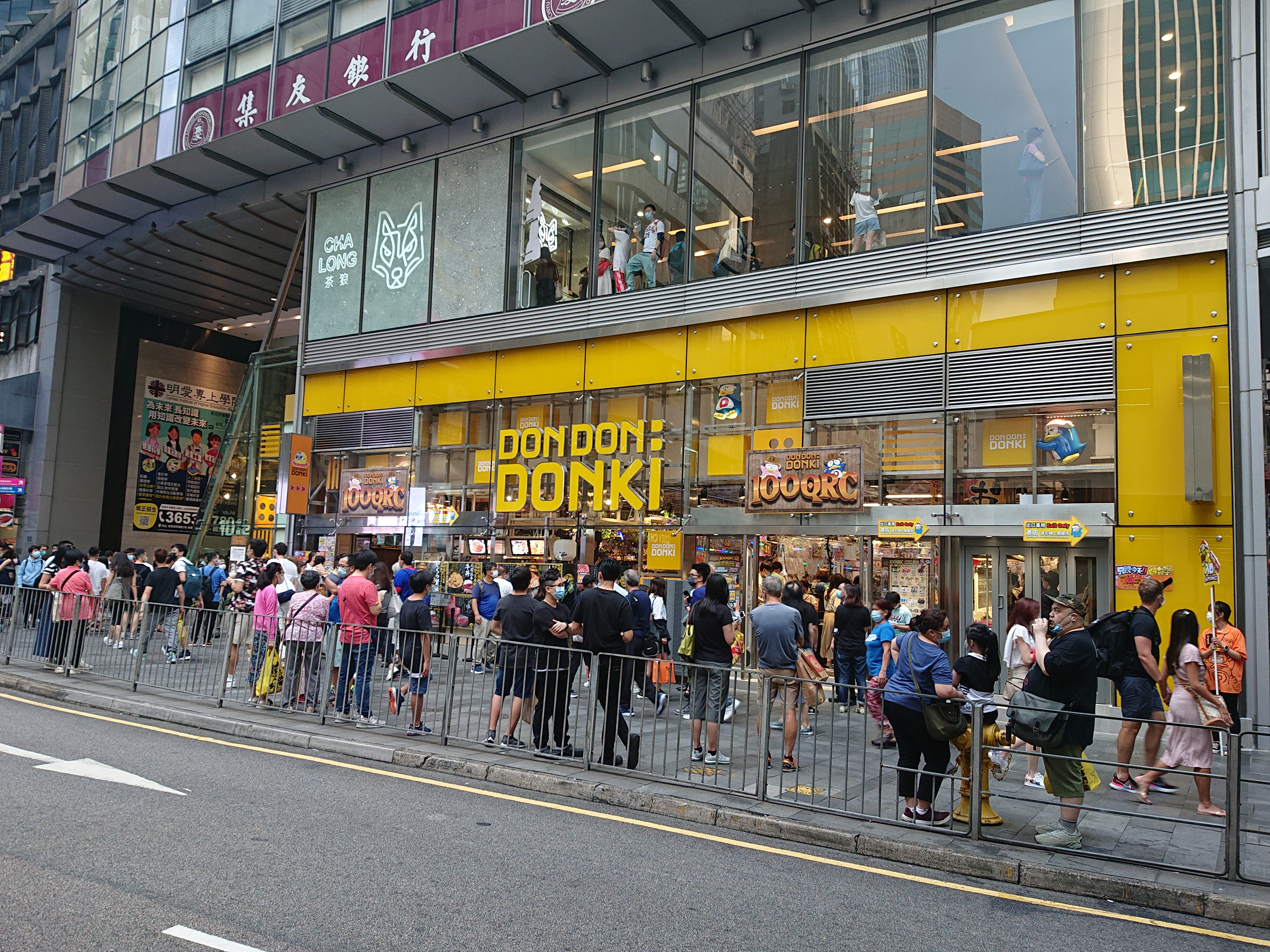
홍콩섬 중완에 위치한 Don Don Donki 100QRC점
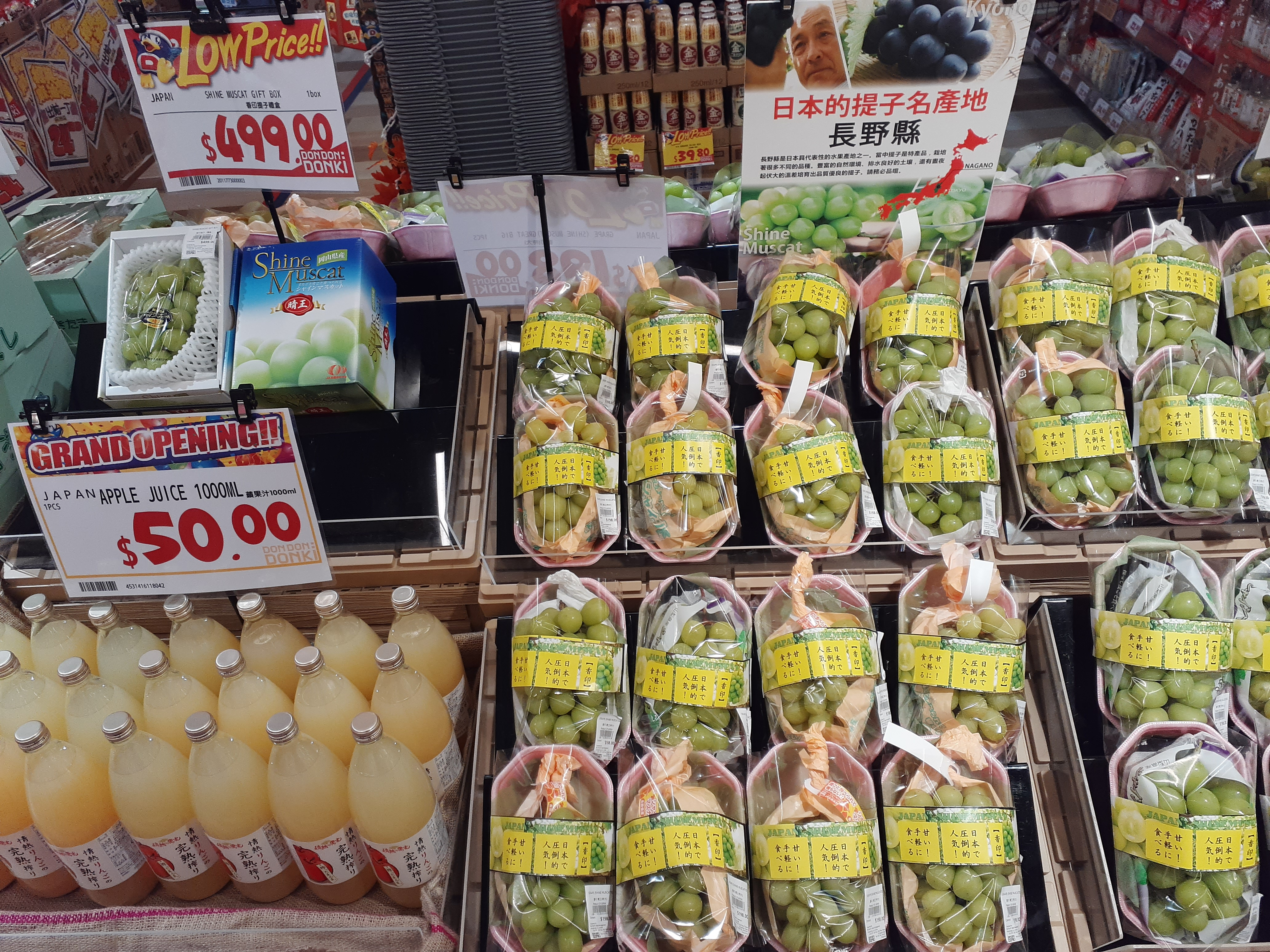
Don Don Donki 100QRC점 매장
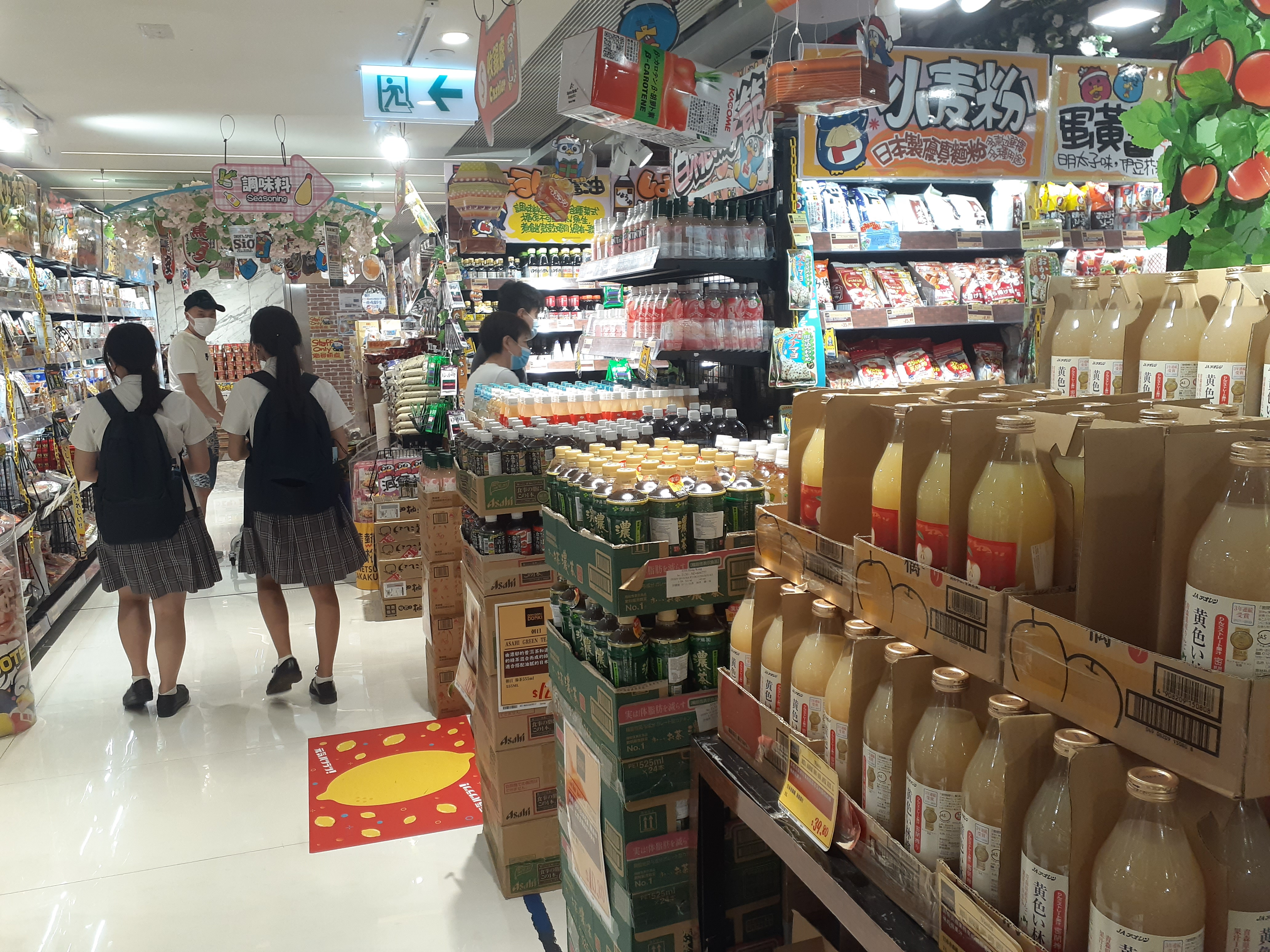
Don Don Donki Monterey Place점 매장

### 대만
팬퍼시픽 인터내셔널 홀딩스(PPIH) 산하의 대만 팬퍼시픽 리테일 매니지먼트가 운영하고 있으며, 2021년 1월 19일 대만 1호점이 타이베이시에 문을 열었다. 2024년 2월 기준으로 대만에는 5개 점포가 있다.

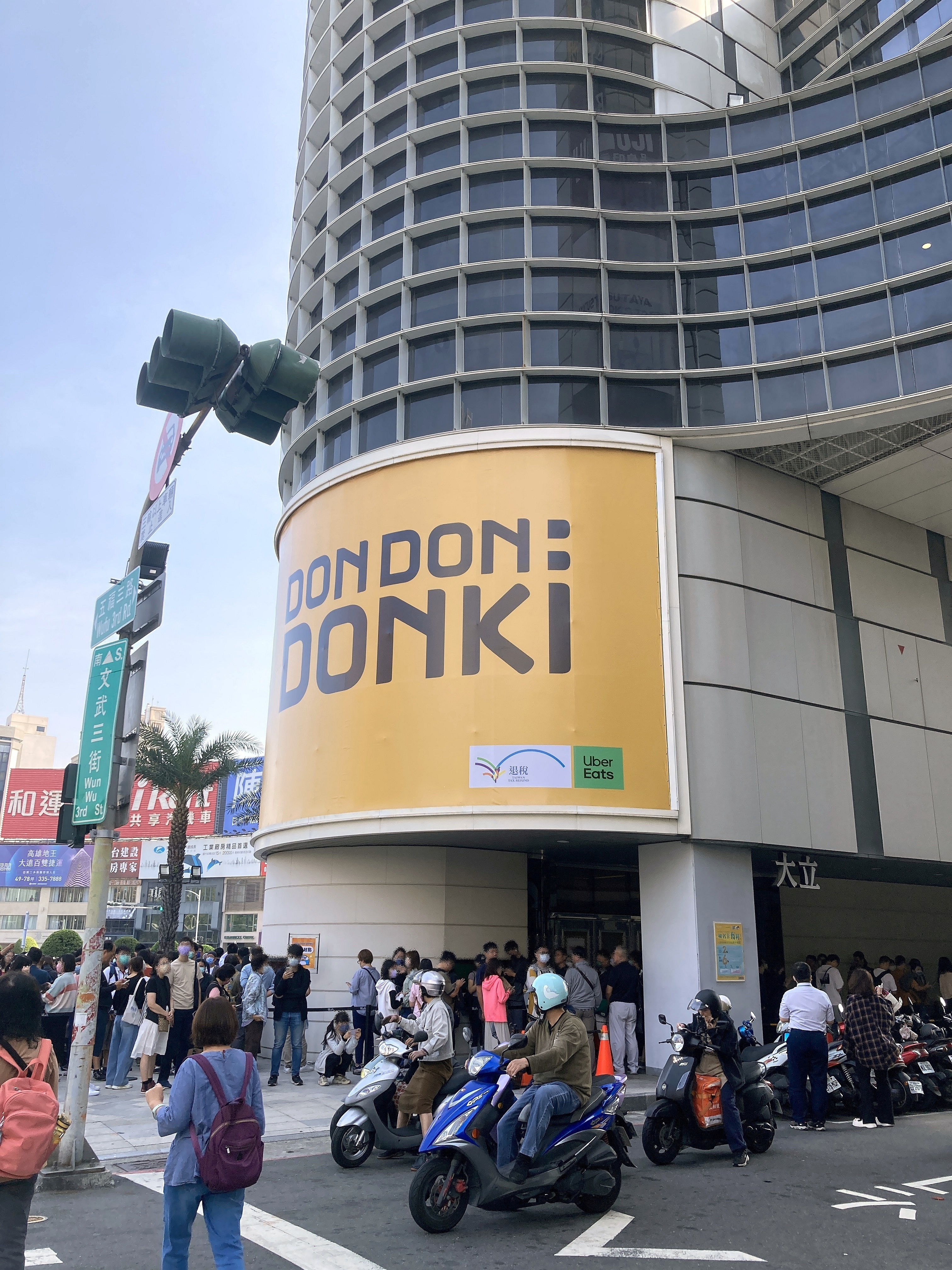
가오슝시에 있는 Don Don Donki Kaohsiung Talee점
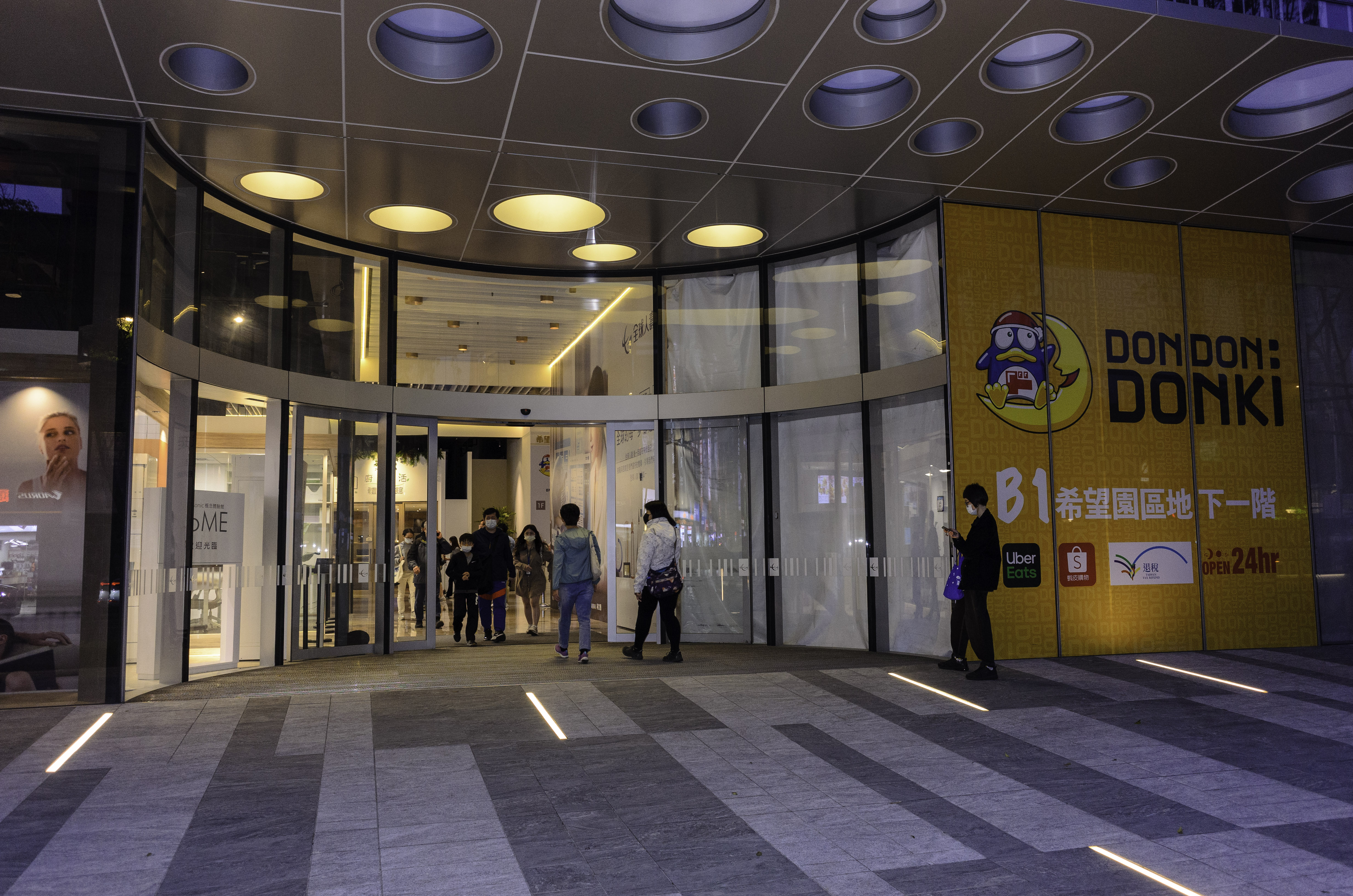
타이베이시 중정구에 있는 Don Don Donki 매장 입구
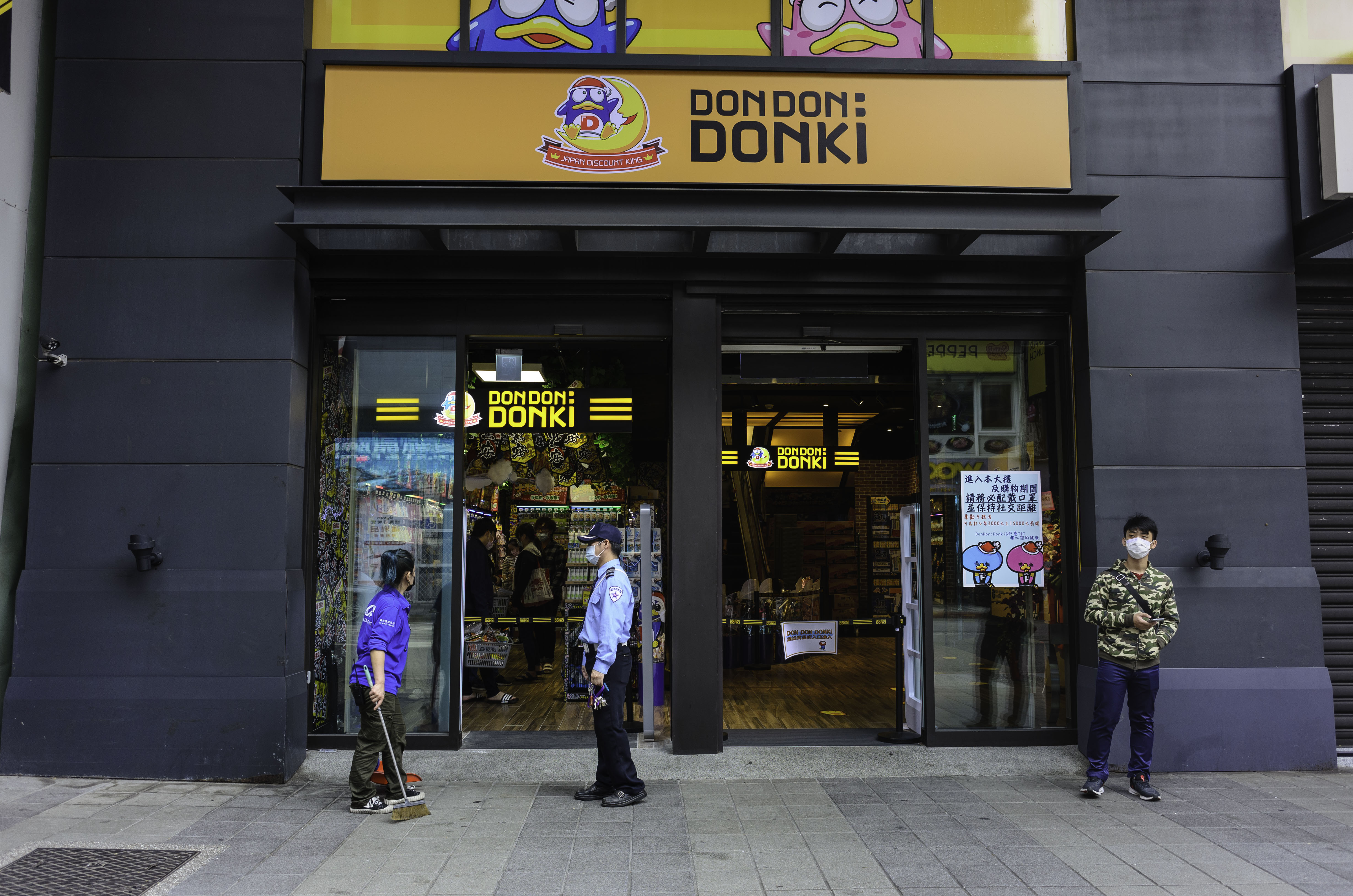
대만 1호점인 Don Don Donki 西門店 (타이베이)

### 말레이시아
팬퍼시픽 인터내셔널 홀딩스(PPIH) 산하의 팬퍼시픽 리테일 매니지먼트(말레이시아)는 2021년 3월 19일, 말레이시아의 수도 쿠알라룸푸르 중심부의 상업시설인 Lot10에 말레이시아 1호점을 오픈했다. 2024년 2월 기준으로 말레이시아에는 4개 점포가 있다.

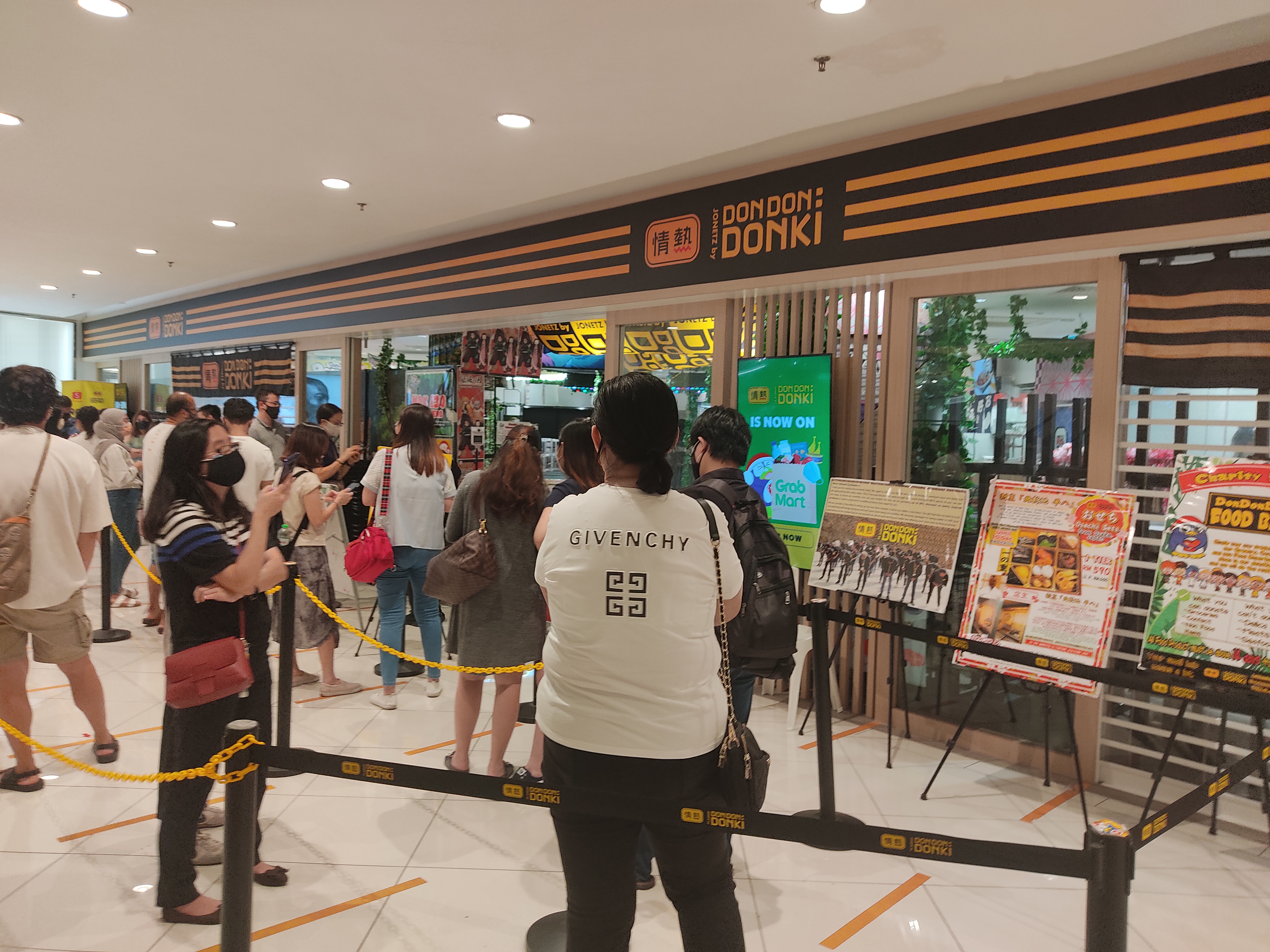
쿠알라룸푸르의 쇼핑센터Lot10에 위치한 JONETZ by Don Don Donki Lot10점
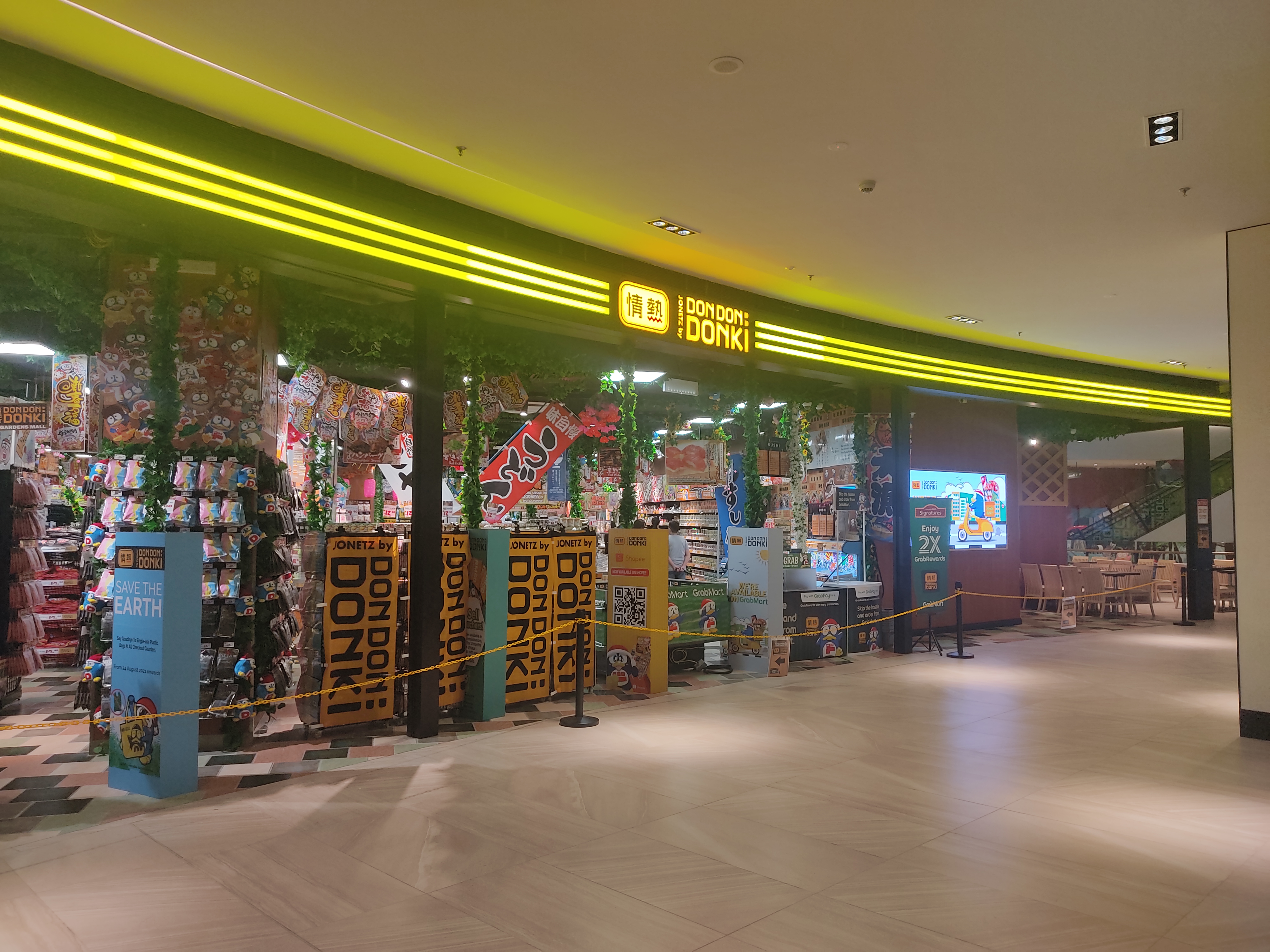
JONETZ by DON DON DONKI Tropicana Gardens Mall (슬랑오르주)

### 싱가포르
2017년 12월 1일, 해외에서 아시아 최초의 매장이 되는 싱가포르 1호점 'Don Don Donki Orchard Central점'을 상업시설 'Orchard Central' 내에 오픈했다. 팬퍼시픽 인터내셔널 홀딩스 산하의 팬퍼시픽 리테일 매니지먼트(싱가포르)가 운영하고 있다. 2024년 2월 기준으로 싱가포르에 16개 점포가 있다.

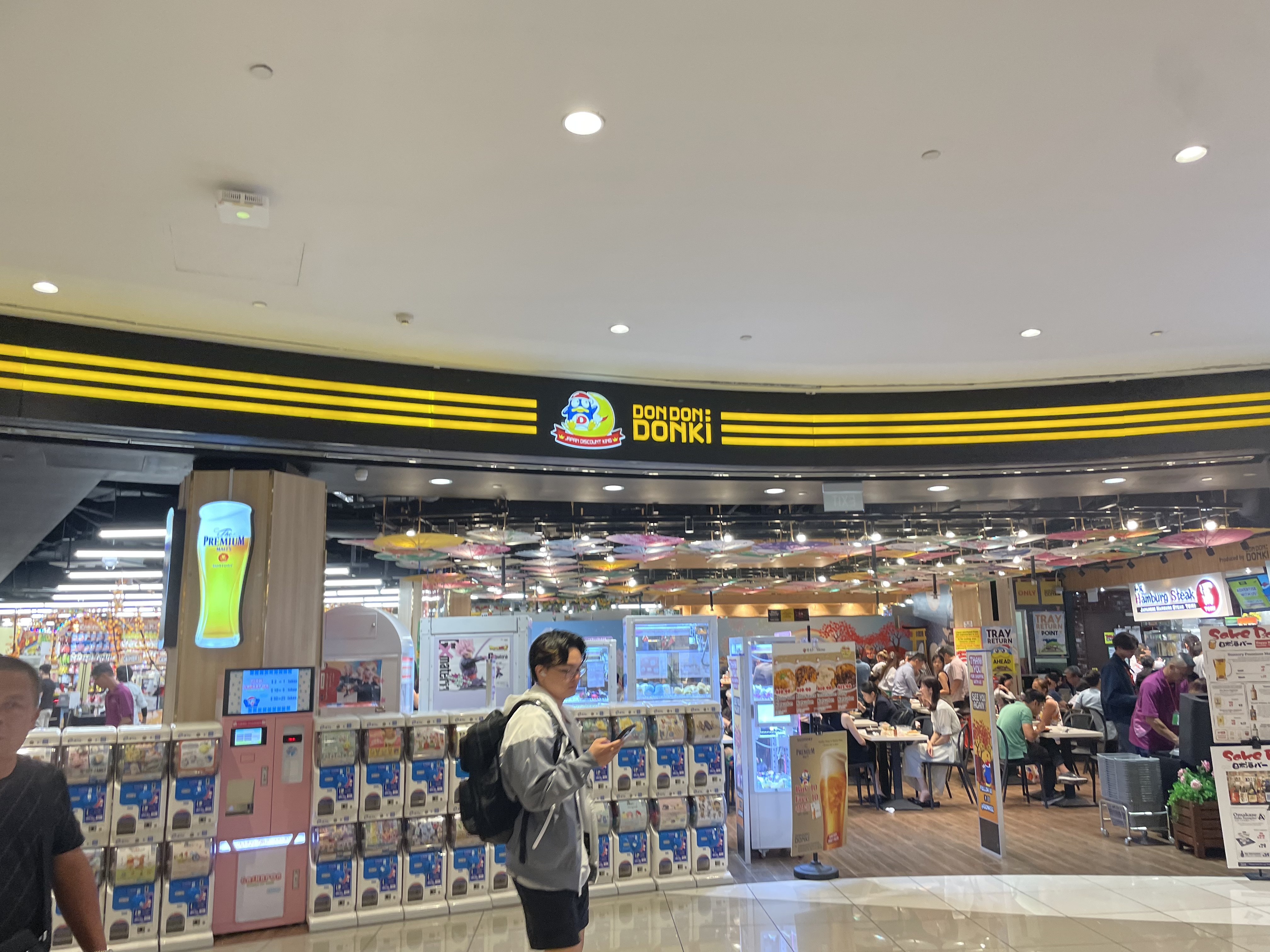
싱가포르에 위치한 Don Don Donki Suntec City점

### 태국
2019년 2월 22일, 태국 1호점인 Don Donki Thonglor점을 방콕에 있는 상업시설 'DONKI Mall Thonglor' 내에 오픈하였다. 현지 합작사인 DONKI Thonglor가 운영하고 있다. 2024년 2월 기준으로 태국에 8개 점포가 있다.

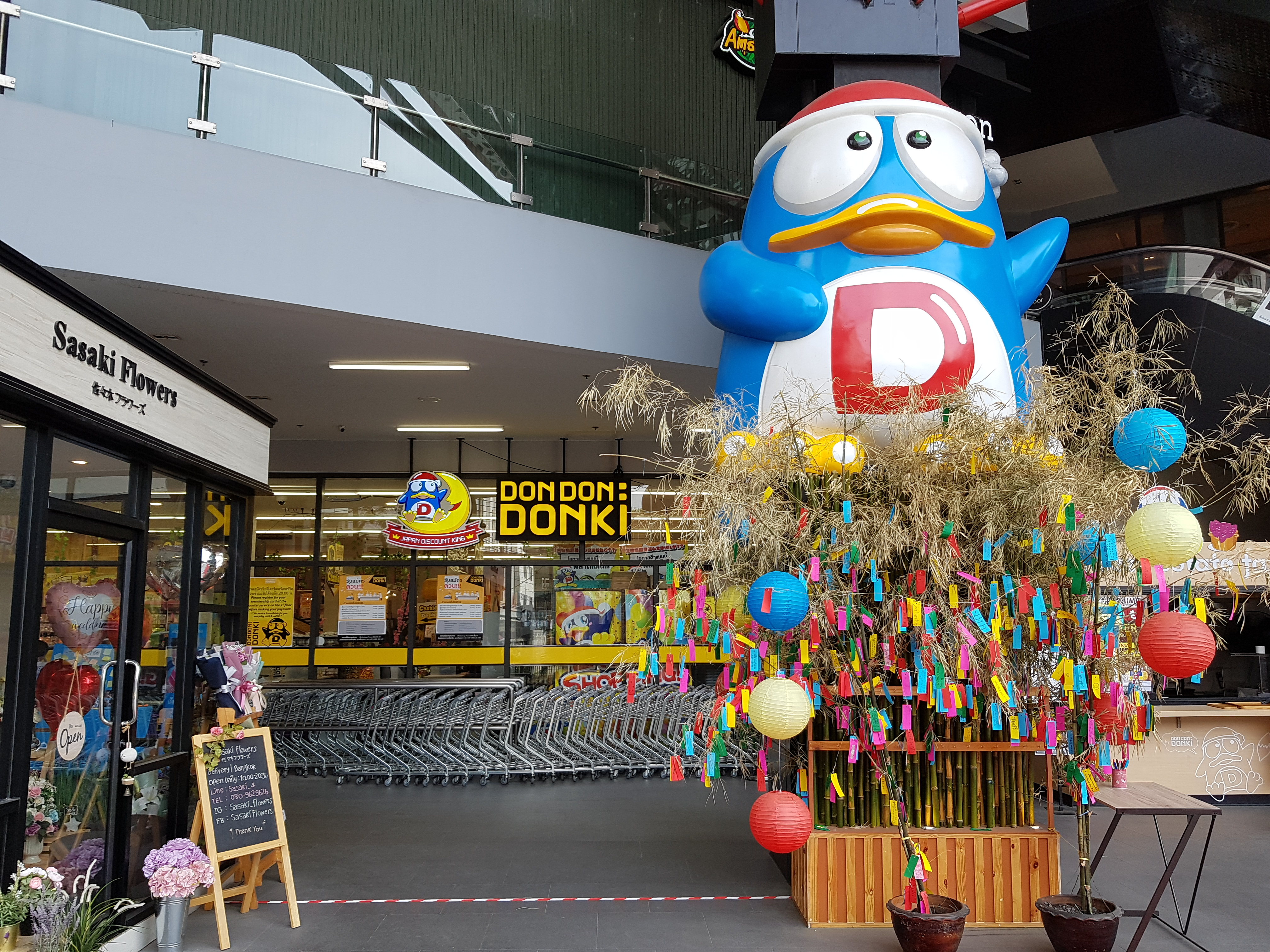
Don Don Donki Thonglor점 (방콕 왓타나)
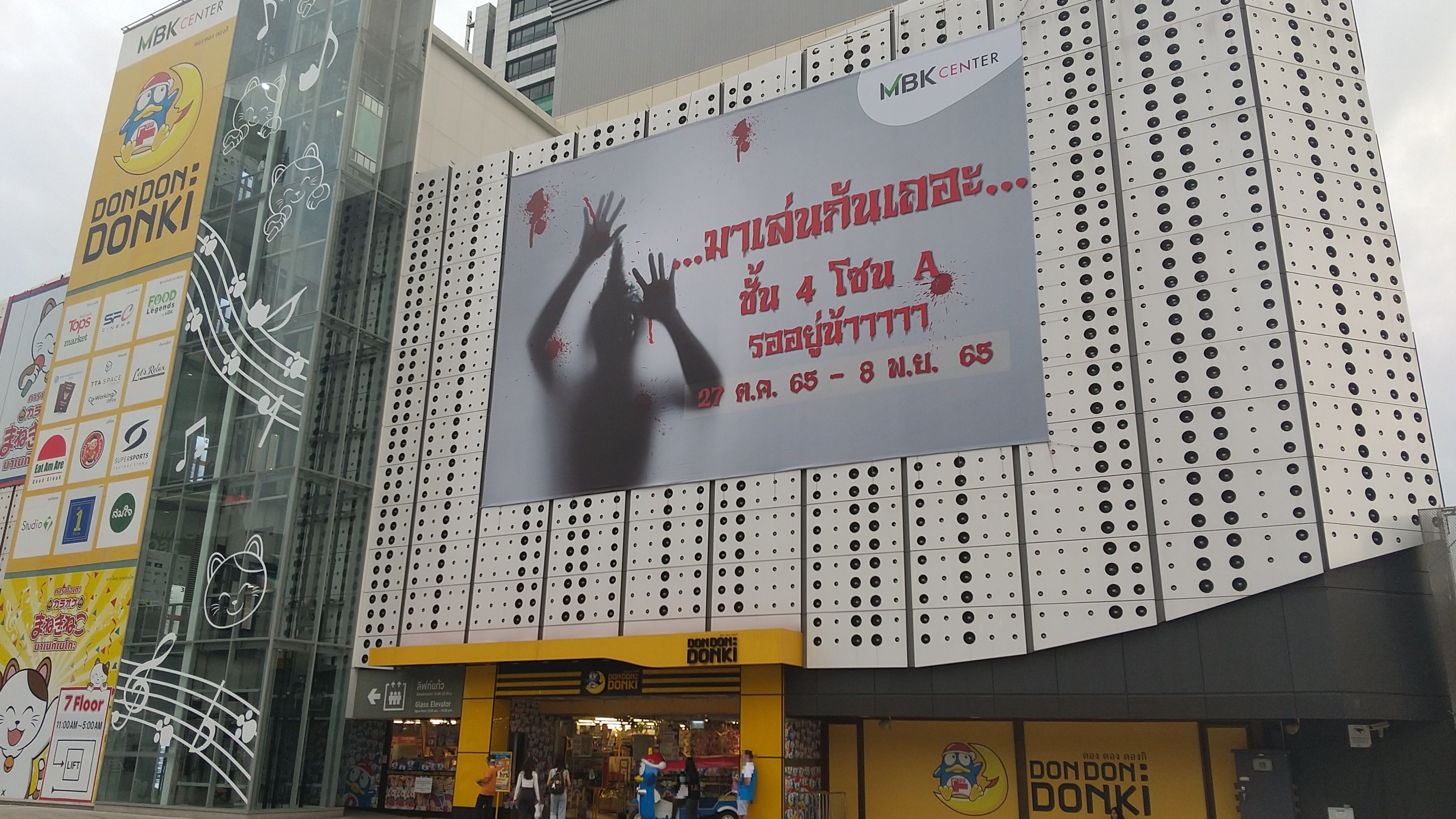
Don Don Donki MBK Center점 (방콕)

### 마카오
팬퍼시픽 인터내셔널 홀딩스(PPIH) 산하의 마카오 퍼시픽 림 리테일 매니지먼트는 2021년 9월 9일, 마카오 1호점을 상업시설인 Trust Leisure Garden에 오픈했다. 2024년 2월 기준으로 마카오에 2개 점포가 있다.

### 미국
일본계 슈퍼마켓인 다이에의 하와이 현지 법인을 돈키호테가 매수해, 2006년 10월 6일, 다이에 철거지에 해외 최초로 하와이 1호점이 되는 돈키호테 1호점 DonQuijote(USA) Kaheka점을 오픈했다. 2024년 2월 기준으로 하와이에 DonQuijote(USA)는 3개, 동일 그룹이 운영하고 있는 Marukai Wholesale Mart는 1개, Times Supermarket는 17개, Shima’s Supermarket는 1개, BIG SAVE MARKET는 5개, Fujioka’s Wine Times는 1개, 총 28개 점포가 있다.
2013년 9월, 하와이나 캘리포니아에서 슈퍼마켓을 운영하고 있는 MARUKAI CORPORATION을 매수해, 2015년 1월, 캘리포니아주에 TOKYO CENTRAL 1호점을 오픈했다. 2021년 4월, 캘리포니아주에서 고급 슈퍼마켓 'Gelson's'를 운영하고 있는 기업의 지주회사인 GRCY Holdings, Inc.를 인수했다. 2024년 2월 기준으로 캘리포니아주에 Tokyo Central, Marukai Market, Gelson's 등 총 38개 점포가 있다.

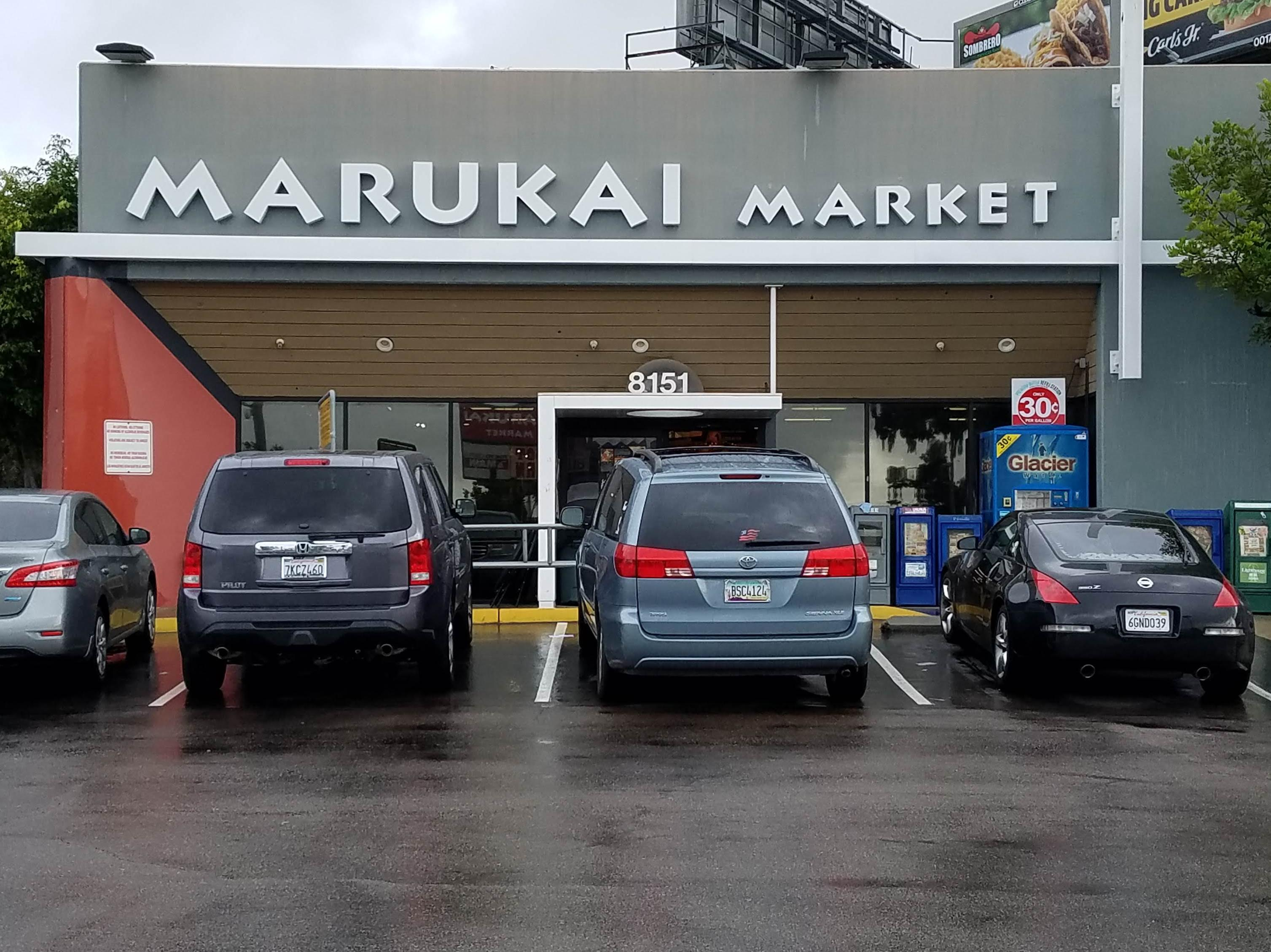
샌디에고에 있는 Marukai Market
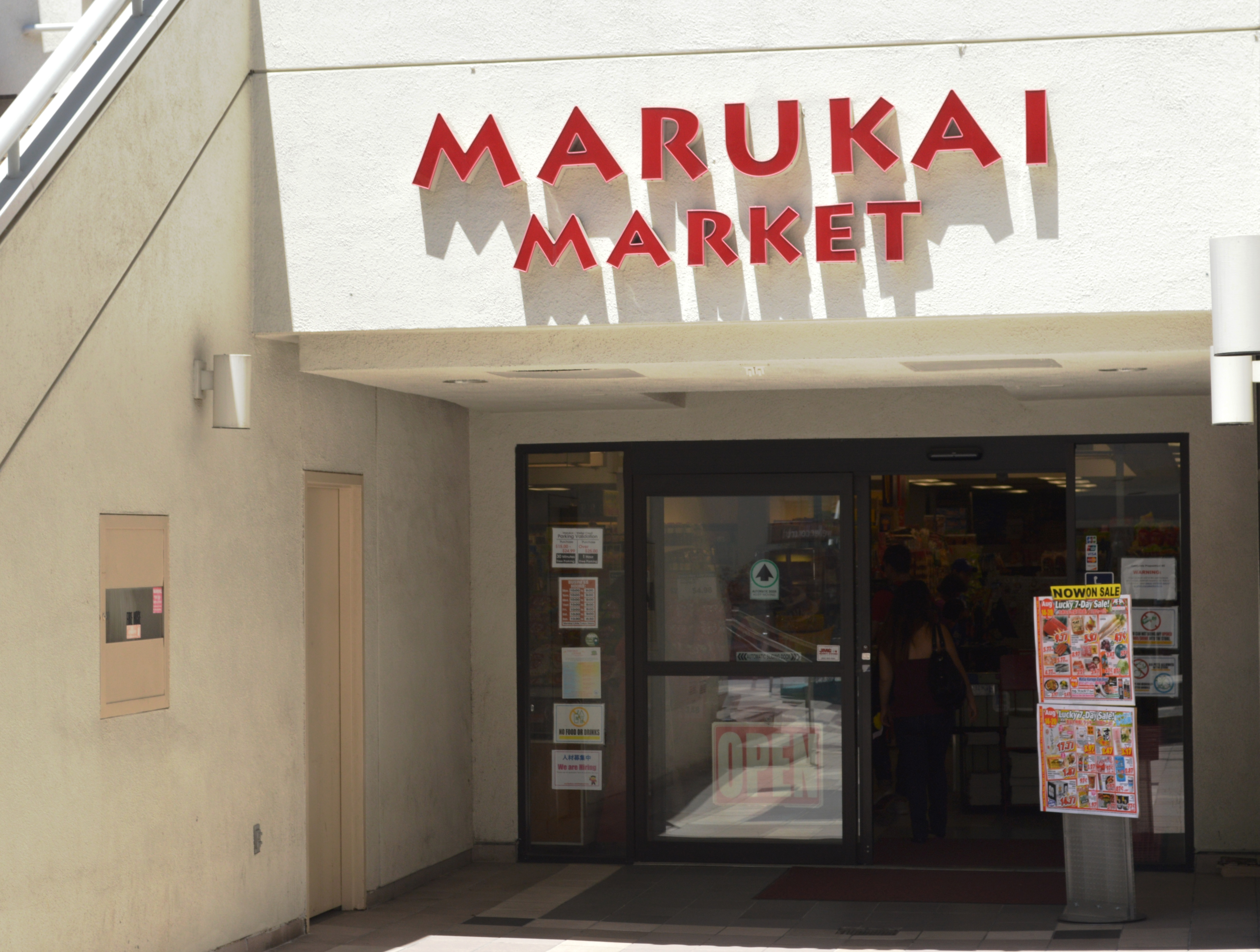
로스앤젤레스의 재팬타운 '리틀도쿄'에 있는 Marukai Market
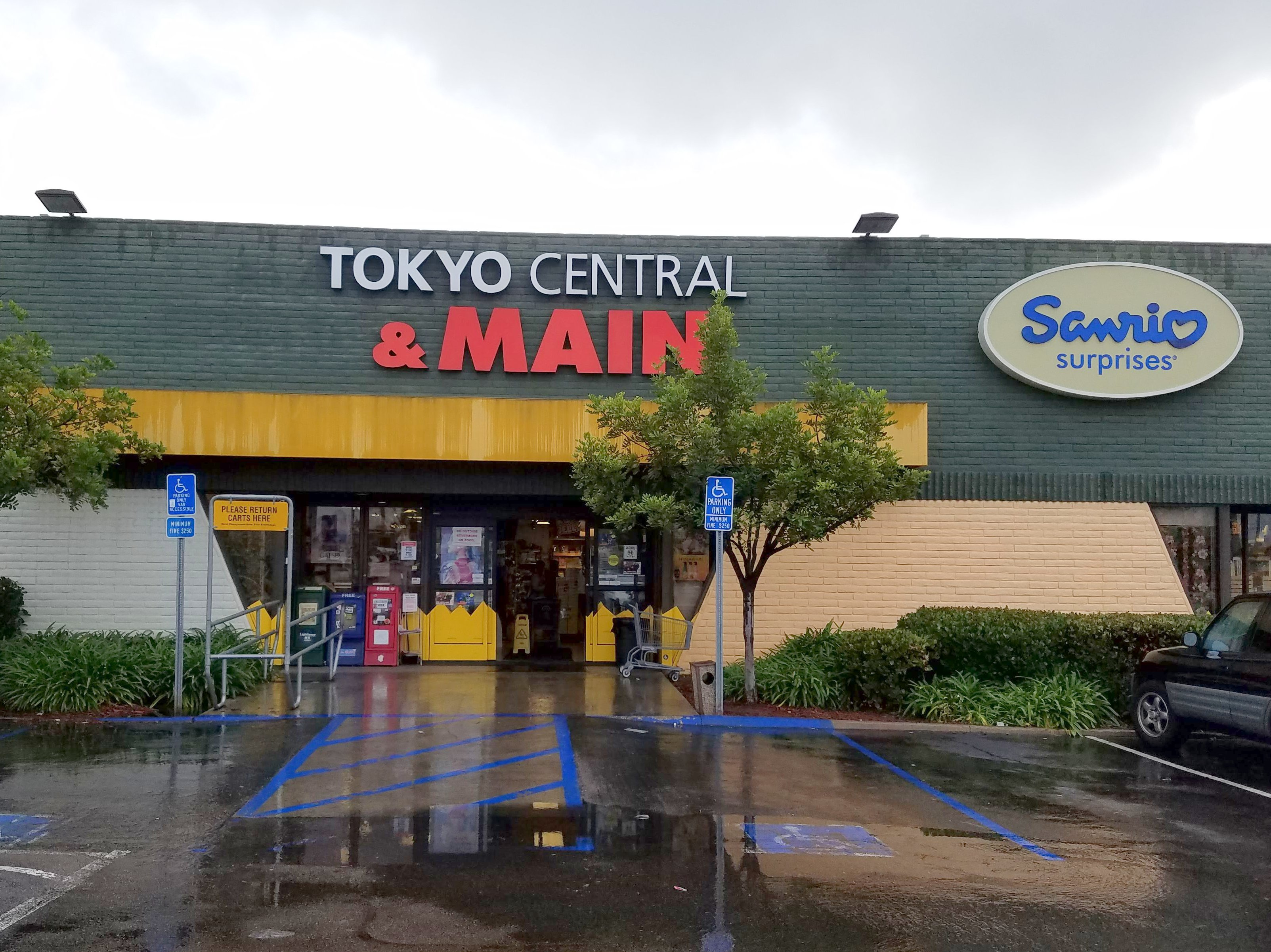
샌디에고에 있는 TOKYO CENTRAL & MAIN San Diego Store
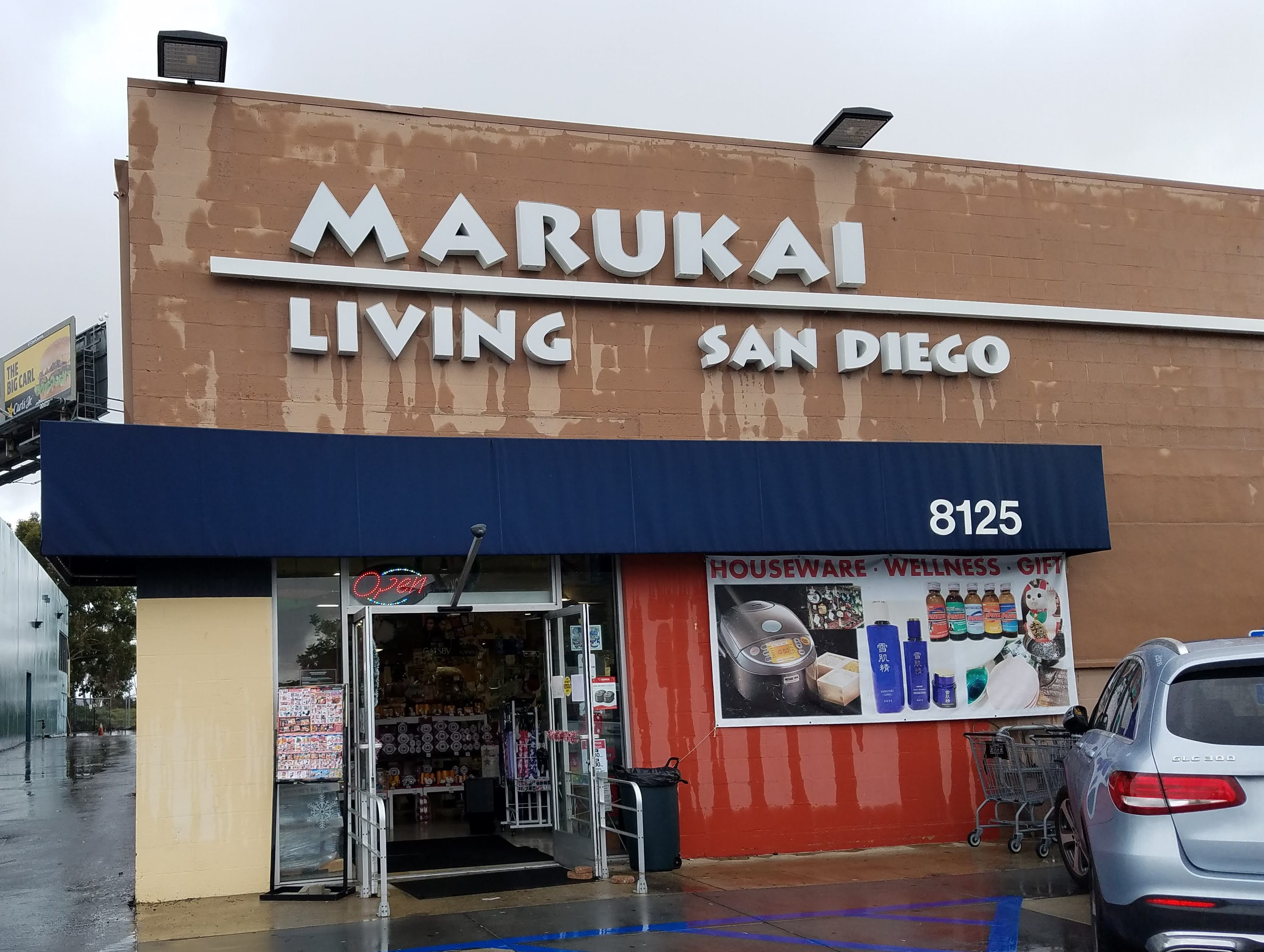
샌디에고에 있는 Marukai Living
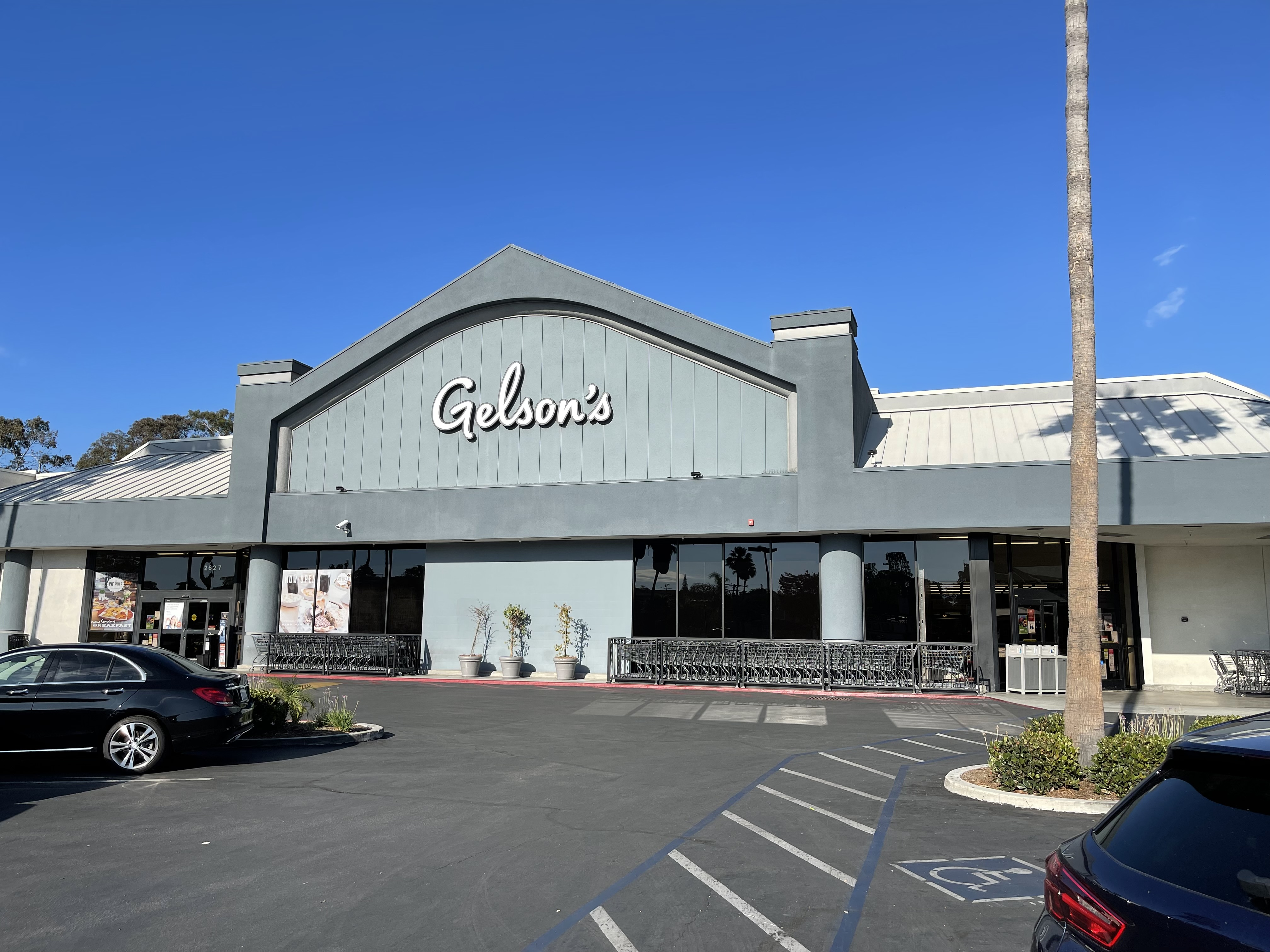
샌타모니카에 있는 고급 슈퍼마켓 Gelson's

### 대한민국(현재 진출 아님)
2025년 7월 8일 일본의 대표적인 유통 브랜드인 돈키호테가 서울 여의도에 위치한 현대백화점 더현대 서울 지하 1층에서 팝업스토어 형태로 운영을 개시하였다. 본 행사는 GS25와의 협약에 따라 진행된 것으로, 돈키호테의 인기 상품들이 별도의 체인점 출점 없이 전국 GS25 편의점을 통해 순차적으로 판매될 가능성이 있다. 특히 이번 팝업스토어는 높은 관심을 받으며 매출 증가에도 기여한 것으로 알려졌다. 해당 팝업스토어는 2025년 8월 운영을 종료하였으며, 현재 돈키호테는 대한민국 내에 정식 매장을 진출시키지는 않은 상태이다.